# Barton Fink
Vous lisez un « article de qualité » labellisé en 2021.
Pour les articles homonymes, voir Barton et Fink.
Pour plus de détails, voir Fiche technique et Distribution.
Barton Fink est un film américano-britannique écrit, produit, monté et réalisé par Joel et Ethan Coen et sorti en 1991.
Dans le Hollywood des années 1940, un jeune auteur de pièces de théâtre new yorkais, interprété par John Turturro, est embauché par un grand studio en tant que scénariste. Il fait la rencontre de Charlie Meadows, un commercial en assurance, interprété par John Goodman, dans un hôtel miteux à l'atmosphère étrange.
Les frères Coen ont écrit le scénario de Barton Fink en trois semaines alors qu'ils éprouvaient des difficultés durant l'écriture de Miller's Crossing. Le tournage débute quelque temps seulement après celui de Miller's Crossing. Le film est très influencé par plusieurs œuvres, notamment Répulsion (1965) et Le Locataire (1976) de Roman Polanski.
Quatrième film des Coen, Barton Fink a été projeté pour la première fois le 18 mai 1991 au festival de Cannes, où il remporta la Palme d'or, le prix de la mise en scène et celui de l'interprétation masculine pour Turturro. C'est le premier film et, à la suite de la polémique, le dernier à cumuler trois des distinctions principales. Bien que le film ait été un échec commercial, ne rapportant que six millions de dollars au box-office américain pour un budget de neuf millions, il a été reçu très positivement par la presse et a été cité pour trois Oscars du cinéma. Les thématiques principales abordées par le film sont le processus créatif, les conditions de travail au sein des industries artistiques, la distinction entre culture populaire et haute culture, la relation qu'entretiennent les intellectuels avec « l'homme de la rue ».
La structure du film tend à empêcher une classification précise dans un genre. Ainsi il est régulièrement décrit comme un film noir, un film d'horreur, une comédie dramatique ou encore un buddy movie. Barton Fink fait plusieurs allusions à la littérature, possède un sous-texte religieux et fait à de nombreuses reprises référence à des personnes et situations réelles, à l'instar des auteurs Clifford Odets et William Faulkner, desquels les personnages de Barton Fink et W. P. Mayhew sont respectivement inspirés. Plusieurs éléments narratifs, tels que le leitmotiv de la femme à la plage, ont été commentés, les frères Coen ayant admis la présence d'un certain symbolisme mais se refusant à tout commentaire.

## Synopsis

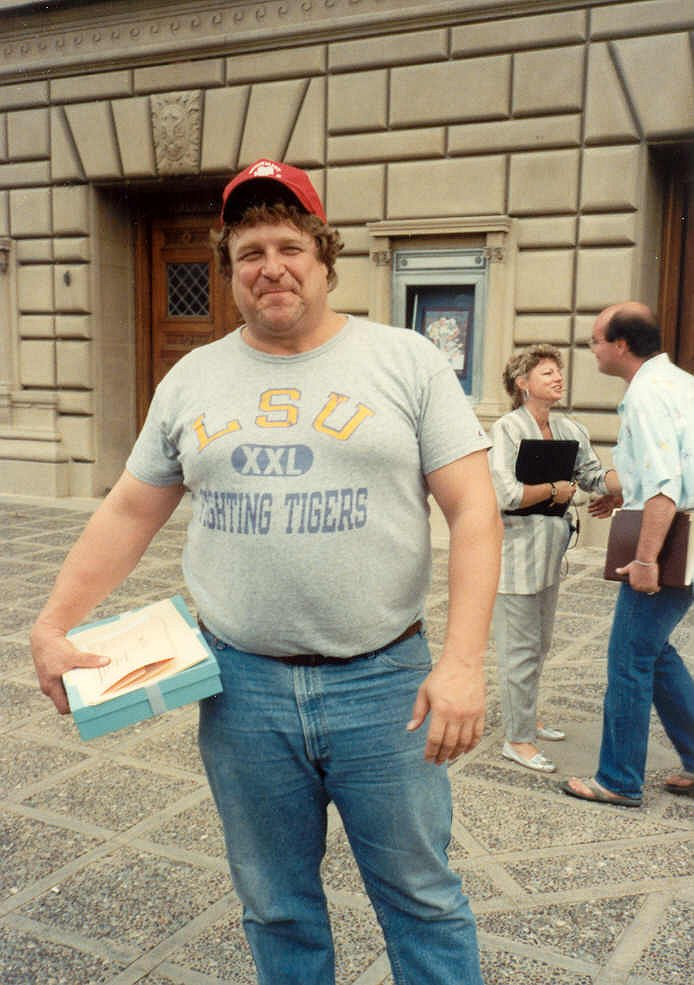
Les frères Coen ont écrit le rôle de Charlie Meadows en pensant à John Goodman, en partie à cause de l'image chaleureuse et amicale qu'il renvoie au spectateur,.

En 1941, le dramaturge newyorkais Barton Fink (John Turturro), plein de promesses, signe un contrat avec le studio hollywoodien Capitol Pictures. Il sera payé à raison de mille dollars par semaine pour écrire des scénarios. Il quitte alors Broadway et s'installe dans un hôtel miteux de Los Angeles, le Earle Hotel. La seule décoration de sa chambre est une petite peinture d'une femme sur la plage, se protégeant du soleil avec son bras. Son nouveau patron, le producteur Jack Lipnick (Michael Lerner), lui demande d'écrire un film sur le catch, malgré la difficulté de Barton à travailler sur un sujet dont il ne connait rien. Il est en outre distrait par des sons provenant de la chambre voisine. Il téléphone alors à la réception pour se plaindre et son voisin, Charlie Meadows (John Goodman), vient s'excuser de la gêne occasionnée. Pendant leur discussion, Barton clame son attachement pour « l'homme de la rue » et Charlie lui décrit sa vie de commercial en assurance.
Incapable de dépasser la première ligne de son script, Barton demande conseil au colérique producteur Ben Geisler (Tony Shalhoub). Celui-ci l'invite à déjeuner et lui ordonne de se faire aider par un autre scénariste. Barton croise le romancier William « Bill » Mayhew (John Mahoney) aux toilettes avec lequel il discute brièvement de méthodes d'écriture pour le cinéma, avant de se donner rendez-vous dans la journée. Barton apprend plus tard auprès de la secrétaire de Mayhew, Audrey Taylor (Judy Davis), que Mayhew souffre d'alcoolisme et que c'est elle qui écrit la plupart de ses scripts à sa place. La veille de sa réunion avec Lipnick, où il devra faire part de ses progrès, Barton téléphone à Taylor pour la supplier de lui venir en aide. Taylor lui rend visite au Earle et ils font l'amour. Barton se réveille le lendemain et trouve à ses côtés le cadavre de Taylor, horriblement mutilé. Horrifié, il demande assistance auprès de Charlie qui accepte avec dégoût de se débarrasser du corps. Il ordonne à Barton de ne pas contacter la police.
Après son rendez-vous avec un Lipnick particulièrement compréhensif, Barton est chargé par Meadows de surveiller un colis, pendant que ce dernier se rend à New York pour quelques jours. Peu de temps après, Barton reçoit la visite de deux inspecteurs de police qui lui apprennent que le véritable nom de Meadows est Karl « le barbare » Mundt. Mundt est un tueur en série dont le modus operandi consiste à décapiter ses victimes. Abasourdi, Barton dépose le colis encore fermé sur son bureau et commence à écrire avec ferveur. Barton rédige le script entier en une seule fois et sort danser pour célébrer. À son retour, les policiers l'informent du meurtre de Mayhew et accusent Barton de complicité avec Mundt. Alors que l'hôtel est soudainement attaqué par les flammes, Mundt apparaît et assassine les inspecteurs avec un fusil à canon scié, annonçant qu'il a rendu visite aux parents et à l'oncle de Barton à New York. Barton quitte l'hôtel en feu en ne prenant que le colis et son scénario. Il essaye de téléphoner à sa famille mais personne ne répond. Lors d'une dernière rencontre avec Lipnick, le scénario de Barton est sévèrement critiqué et Barton est forcé de rester à Los Angeles. Bien qu'il soit toujours sous contrat, Barton ne sera plus produit par Capitol Pictures avant d'avoir mûri. Hébété, Barton erre sur la plage, le colis à la main. Il rencontre une femme qui ressemble énormément à la peinture de sa chambre d'hôtel. Elle lui demande ce que contient la boite et Barton lui répond qu'il ne sait pas et qu'elle ne lui appartient pas. Elle prend alors la pose de la peinture.

## Fiche technique
Sauf indication contraire, les informations mentionnées dans cette section peuvent être confirmées par la base de données cinématographiques IMDb,  présente dans la section « Liens externes ».
- Titre original et français : Barton Fink
- Réalisation : Joel Coen, Ethan Coen (non crédité)[a]
- Scénario : Joel et Ethan Coen
- Musique : Carter Burwell
- Directeur de la photographie : Roger Deakins
- Montage : Joel Coen, Ethan Coen (crédités en tant que Roderick Jaynes)
- Décors : Dennis Gassner
- Costumes : Richard Hornung
- Producteurs : Ethan Coen (producteur) ; Graham Place (coproducteur) ; Ben Barenholtz, Bill Durkin, Jim Pedas et Ted Pedas (producteurs délégués)
- Sociétés de production : Circle Films et Working Title Films
- Sociétés de distribution : 20th Century Fox, BAC Films
- Budget : 9 millions de dollars
- Pays de production :  États-Unis,  Royaume-Uni
- Langue originale : anglais
- Format : couleur - 1,66:1 - Dolby - 35 mm
- Genres : Comédie noire et thriller, comédie dramatique
- Durée : 116 minutes
- Dates de sortie :
  - France : 18 mai 1991 (festival de Cannes 1991), 25 septembre 1991 (sortie nationale)
  - États-Unis : 21 août 1991

## Distribution

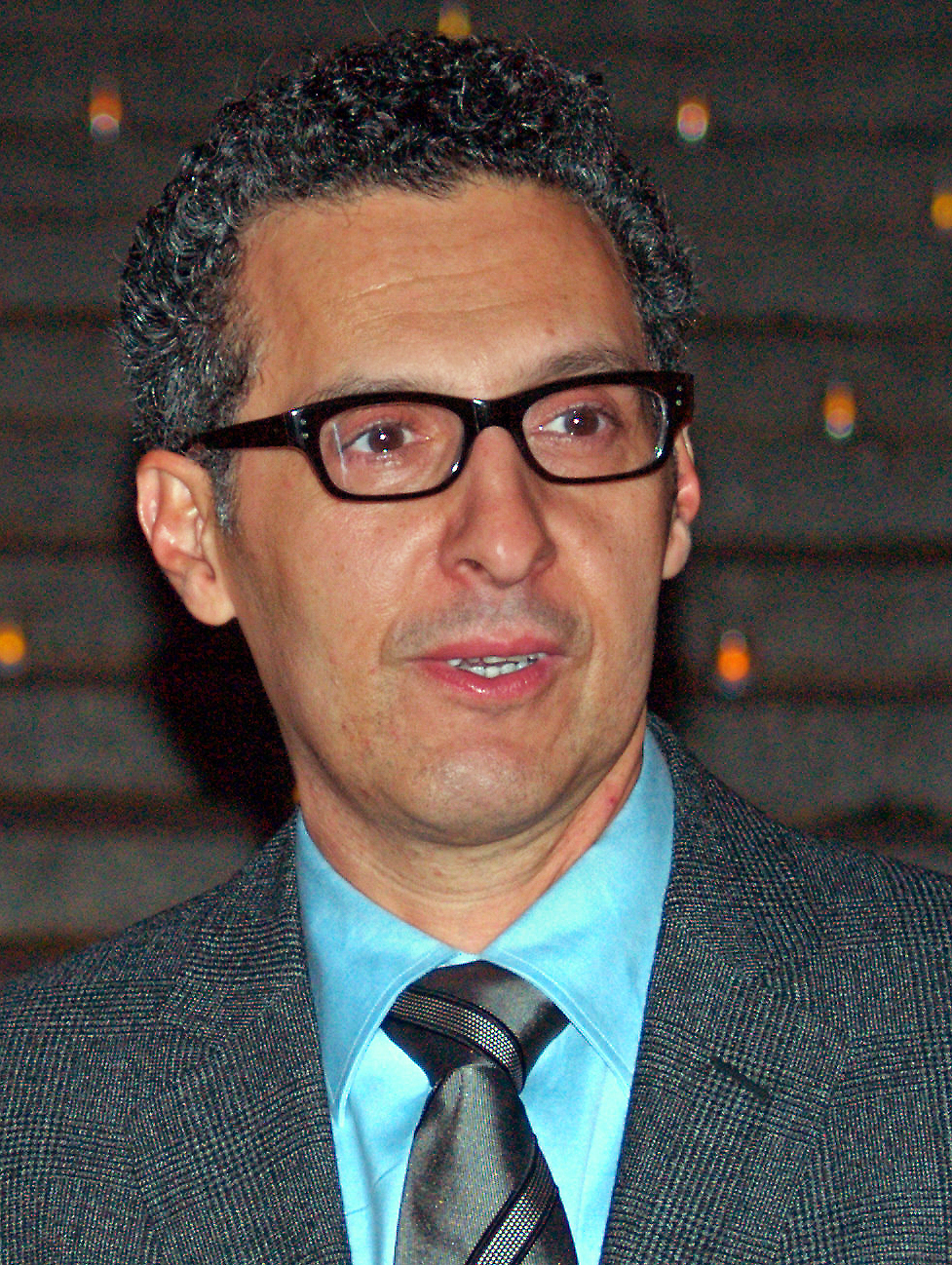
John Turturro interprète Barton Fink, après une première expérience avec les Coen sur Miller's Crossing.

- John Turturro (VF : Vincent Violette) : Barton « Bart » Fink
- John Goodman (VF : Sady Rebbot) : Charlie Meadows / Karl « le barbare » Mundt
- Judy Davis (VF : Béatrice Agenin) : Audrey Taylor
- Michael Lerner (VF : Jacques Deschamps) : Jack Lipnick
- John Mahoney (VF : Bernard Dhéran) : W. P. « Bill » Mayhew
- Tony Shalhoub (VF : Edgar Givry) : Ben Geisler
- Jon Polito (VF : Roger Lumont) : Lou Breeze
- Steve Buscemi (VF : Jean-Philippe Puymartin) : Chet
- David Warrilow (VF : Jacques Lalande) : Garland Stanford
- Richard Portnow (VF : Michel Vigné) : inspecteur Mastrionotti
- Christopher Murney (VF : Pascal Renwick) : inspecteur Deutsch
- I.M. Hobson (VF : Antoine Marin) : Derek
- Meagen Fay : Poppy Carnahan (créditée « Megan Faye »)

## Production

### Genèse et développement
En 1989, les réalisateurs Joel et Ethan Coen commencent l'écriture du scénario de Miller's Crossing. Les multiples intrigues narratives s'avèrent compliquées et après quatre mois de recherche, ils se sentent perdus dans le processus. Bien que de nombreux biographes et critiques en parlent comme d'un syndrome de la page blanche,, les frères Coen s'opposent à cette description. « Ce n'est pas vraiment le fait qu'on ait souffert du blocage de l'écrivain » explique Joel en 1991, « mais notre productivité a diminué et nous voulions prendre une certaine distance vis-à-vis de Miller's Crossing »,. Ils quittent alors Los Angeles pour s'installer à New York et travailler sur un nouveau projet.

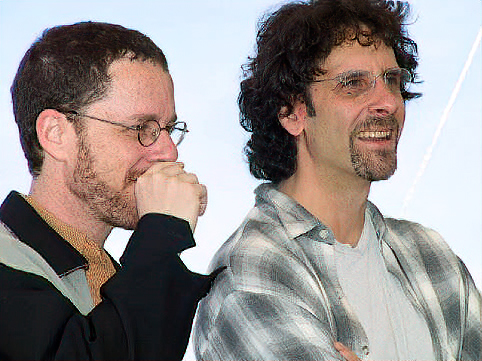
Les frères Coen expliquent n'avoir fait aucune recherche, du tout à propos de Barton Fink.

Le scénario est écrit en trois semaines et les Coen créent le premier rôle spécifiquement en pensant à l'acteur John Turturro, avec lequel ils ont travaillé sur Miller's Crossing. Ce nouveau film, intitulé Barton Fink, a pour décor un vaste motel, d'apparence abandonné, nommé Earle Hotel. Le site a été la première source d'inspiration pour les auteurs, autant pour l'histoire que l'ambiance générale, la découverte d'un hôtel sur le tournage de Sang pour Sang (Blood Simple, 1984) leur ayant fait grande impression : « On s'est dit « Wow, Motel Hell », comme être condamné à vivre dans l'hôtel le plus étrange du monde »,.
L'écriture de Barton Fink est, selon eux, très agréable. Ils suggèrent par ailleurs avoir été soulagés de pouvoir se détacher de Miller's Crossing, un lâcher prise qui n'est pas étranger au plaisir qu'ils ont eu à écrire Barton Fink. L'allure globale de l'histoire leur est également très satisfaisante, ce qui leur permet d'aller très vite dans sa composition. « Certains films viennent à l'esprit d'une seule traite ; on a juste roté Barton Fink en quelque sorte »,,. Pendant l'écriture, les Coen créent le deuxième rôle principal en pensant à un autre acteur : John Goodman, déjà apparu dans leur comédie Arizona Junior (Raising Arizona, 1987), interprétant cette fois-ci Charlie, le voisin de palier de Barton au sein de cet angoissant hôtel. Avant même de commencer, les Coen savent comment l'histoire se terminera et ils conçoivent le discours final de Charlie au début du processus d'écriture.
Le script ayant servi d'exutoire, les Coen le mettent de côté : « Barton Fink nous a en quelque sorte lavé le cerveau et nous avons pu retourner à Miller's Crossing et le boucler »,,. Une fois la production du premier film terminée, les Coen commencent à recruter l'équipe pour Barton Fink. Turturro est impatient de jouer le rôle principal et passe un mois à Los Angeles en compagnie des Coen pour qu'ils s'accordent sur le projet : « J'ai pensé que je pouvais apporter quelque chose de plus humain à Barton. Joel et Ethan m'ont laissé contribuer et j'ai essayé d'aller un peu plus loin qu'ils ne l'avaient espéré »,. Le réalisateur de Conan le Barbare (Conan the Barbarian, 1982), John Milius, refuse quant à lui le rôle de Jack Lipnick, au profit de Michael Lerner (Milius inspirera par la suite les Coen pour le personnage de Walter Sobchak du film The Big Lebowski (1998), un autre rôle de Goodman).
Alors qu'ils travaillent aux storyboards détaillés de Barton Fink, les Coen se mettent à la recherche d'un nouveau directeur de la photographie depuis que leur associé Barry Sonnenfeld, avec qui ils ont signé leurs trois premiers métrages, a commencé sa propre carrière en tant que réalisateur sur La Famille Addams (The Adams Family, 1991). Impressionnés par le travail de l'Anglais Roger Deakins sur Un lundi trouble (Stormy Monday, 1988), notamment les scènes d'intérieur, ils étudient d'autres de ses films, tels que Sid et Nancy (Sid and Nancy, 1986) et L'Île de Pascali (Pascali's Island, 1988). Ils lui envoient finalement un script et lui proposent de participer au tournage. Malgré un avis défavorable de son agent, Deakins rencontre les Coen dans un café de Notting Hill et accepte de collaborer sur Barton Fink,. Sonnenfeld fait cependant un caméo durant la scène du restaurant en début de film.

### Tournage

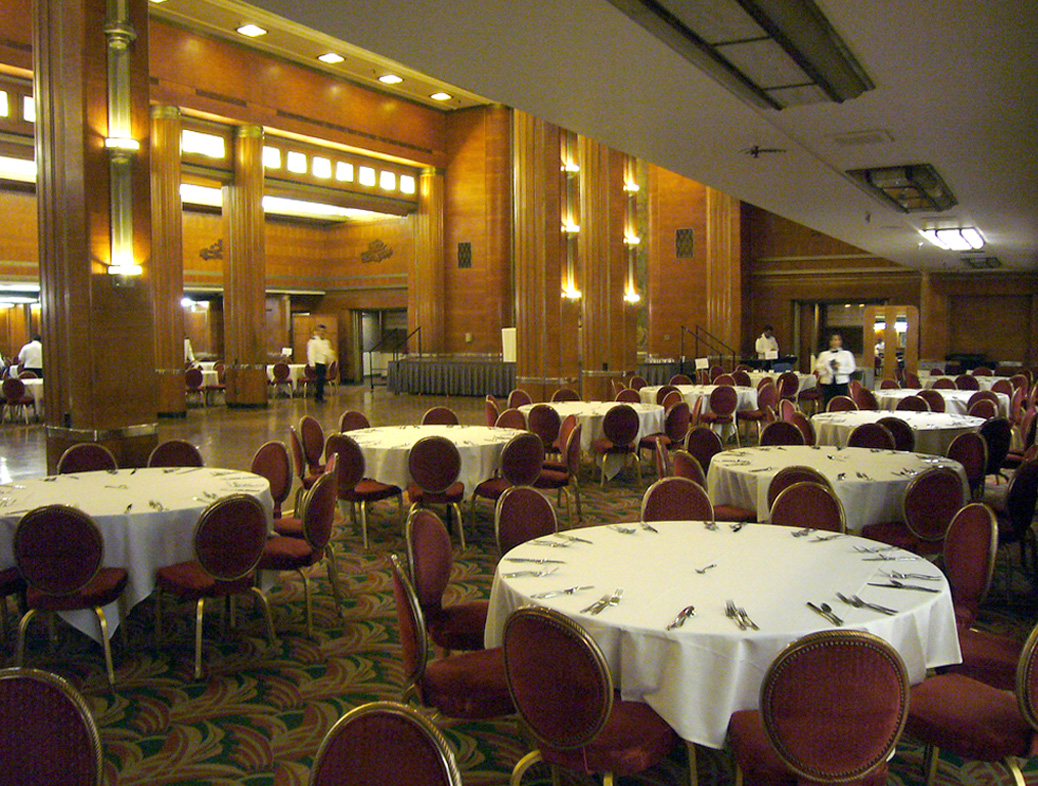
Les scènes de restaurant new-yorkais au début du film ont été tournées à l'intérieur du paquebot RMS Queen Mary.

Le tournage débute en juin 1990 et dure huit semaines (contre treize pour celui de Miller's Crossing), pour un budget final estimé à 9 millions de dollars. La collaboration entre les Coen et Deakins se passe bien, ils parviennent à transcrire leurs idées sur pellicule avec facilité. « Nous l'avons surpris à un seul moment », se souvient Joel Coen. Il s'agit d'un travelling partant de la chambre à coucher pour se terminer dans le siphon du lavabo de la salle de bain, symbolisant un rapport sexuel. « Ce plan a été très amusant et on a pris beaucoup de plaisir à se demander comment le mettre en scène », explique Joel. « Après ça, à chaque fois qu'on demandait à Roger quelque chose de difficile, il nous disait avec perplexité : « Ne me demandez pas de rentrer dans un siphon » »,.
Trois semaines de tournage prennent place à l'Hôtel Earle, un décor créé par le directeur artistique Dennis Gassner. Le climax du film nécessite d'incendier le couloir de l'hôtel, ce que les Coen ont dans un premier temps prévu de réaliser digitalement en postproduction, mais optent finalement pour l'utilisation de véritables flammes. L'équipe construit alors un vaste décor alternatif dans un hangar à avion à Long Beach. De nombreux jets à gaz sont installés derrière les murs, le papier peint étant perforé afin de faciliter la diffusion. Pendant que Goodman court dans le couloir, un membre de l'équipe ouvre chaque jet à partir d'une passerelle suspendue, donnant l'impression que le feu suit Charlie. Chaque prise nécessite la reconstruction de l'équipement et un second couloir (sans feu) est utilisé à proximité pour tourner des plans additionnels entre les prises. La séquence finale est tournée près de la plage de Zuma Beach, à l'instar de celle de la vague se brisant sur le rocher au début du film. Le reste du film est majoritairement tourné en Californie, à Los Angeles, Culver City, Malibu ou encore Santa Maria.
Les Coen montent le film eux-mêmes, comme à leur habitude. « On préfère s'occuper de tout plutôt que d'asseoir à côté de quelqu'un et lui dire quoi couper », explique Joel en 1996. À cause de la réglementation des guildes des producteurs aux États-Unis, il leur est demandé d'utiliser un pseudonyme, celui de « Roderick Jaynes ». Seulement quelques scènes ont été coupées dans la version finale, par exemple une transition pour montrer Barton quittant New York pour Hollywood (dans le film, cette séquence est symbolisée par une vague se brisant contre un rocher) ainsi que plusieurs séquences représentant le travail dans les studios hollywoodiens, supprimées car jugées « trop conventionnelles »,.

## Accueil

### Box-office
Barton fink est sorti aux États-Unis le 23 août 1991 dans 11 salles et a rapporté 268 561 dollars pour son premier week-end d'exploitation. Il rapporte finalement 6 153 939 dollars au box-office américain et 5 726 463 dollars au box-office mondial (pour un total de 11 880 402 dollars). Le fait que le film ait échoué à rembourser ses coûts de production a beaucoup amusé le producteur Joel Silver, avec qui les Coen travailleront plus tard sur Le Grand Saut (The Hudsucker Proxy, 1994), lui aussi considéré comme un échec commercial (ne rapportant que 3 millions de dollars pour un budget de 40 millions de dollars) : « Je ne pense pas qu'il ait fait 5 millions de dollars et il a coûté 9 millions à faire. [Les frères Coen ont] la réputation d'être bizarres, excentriques, inaccessibles »,.

### Accueil critique
Sur le site Rotten Tomatoes, Barton Fink recueille 90 % de critiques favorables, avec un score moyen de 7,65/10 et sur la base de 59 avis collectés. Le consensus critique du site résume : « Sinueux et troublant, la fable satirique des frères Coen sur un dramaturge des années 1940 luttant contre le blocage de l'écrivain regorge de leur traditionnel humour et des performances exceptionnelles de sa distribution »,. Sur le site Metacritic, il obtient un score de 69/100, sur la base de 19 critiques collectées.
À sa sortie, Rita Kempley du Washington Post décrit Barton Fink comme « certainement l'un des meilleurs et plus intrigants films de l'année »,. Le critique Vincent Canby du New York Times le qualifie de « réussite inconditionnelle » et de « comédie noire subtile au style flamboyant et à la technique immense bien qu'apparemment sans effort »,. Le critique Jim Emerson nomme Barton Fink « le film des frères Coen le plus délicieusement provocant et indescriptible à ce jour »,.
En France, le film est également très bien accueilli par la presse. « On ne rit pas aux éclats, on implose. Je ne connais pas de manière plus originale de gagner, au bout du compte, notre complicité ébahie » décrit France-Soir quand le Monde vante le savoir-faire de réalisateurs « impitoyablement intelligents, Ethan et Joel Coen ne se soucient pas de donner une quelconque « morale » à leurs histoires. Ils font peur, ils font rire surtout ». Libération souligne la maîtrise du script et de la mise en scène : « Chaque virgule du scénario est une trouvaille déroutante, chaque détail chiadé de l'image affole l'imagination, le moindre second rôle a la consistance d'un premier plan et quand surgissent ses acteurs principaux on a envie de se lever de son fauteuil pour serrer la main au film », rejoint par Positif : « Pendant plus de deux heures, c'est un bonheur total, inaltéré, des acteurs touchés par la grâce, des mots qui volent et qui font mouche, et la sensation d'être à mille lieues du petit écran ! ». L'Obs loue quant à lui le mélange des genres : « Cadavre planqué sous le lit, irruption de flics, couloirs en feu, prises de vues surréalistes : l'embrasement est total ». Enfin, VSD applaudit des réalisateurs qui n'en sont encore qu'au début de leur carrière : « Barton Fink est un vrai grand film, un mélange détonant de loufoquerie, de sordide et de poésie, à l'image de ces deux frangins qui passent pour être les rebelles, les enfants terribles du nouveau cinéma, celui que l'on appelle « indépendant » ».
Certains critiques n'ont cependant pas apprécié un scénario jugé abscons et une fin délibérément énigmatique. Jonathan Rosenbaum du Chicago Reader met en garde contre un « cauchemar d'adolescent et [un] cynisme de bandes dessinées » des Coen, décrit Barton Fink comme « un midnight movie habillé en film arty du dimanche après-midi »,. L'auteur Stanley Kauffmann souligne qu'« aucun réalisateur américain n'a été aussi surestimé depuis Robert Altman que ces deux là »,. Terrence Rafferty du New Yorker y voit « un tour-de-force vide et ce qui est consternant à propos du film, c'est que les réalisateurs […] semblent extrêmement satisfaits de son insignifiant hermétisme ».
Dans un entretien de 1994, Joel rejette les critiques faites à l'encontre des éléments obscurs de leurs films : « Les gens ont un problème avec le fait que nos films ne sont pas linéaires. Ils auraient préféré que la dernière partie de Barton Fink soit juste à propos des problèmes liés au blocage de l'écrivain et comment ils peuvent être résolus dans le monde réel »,. Le présentateur Larry King a exprimé son appréciation du film malgré sa conclusion ambiguë. Il écrit dans USA Today : « La fin est une chose sur laquelle je réfléchis encore et s'ils ont réussi ça, je suppose que ça fonctionne »,. En 2016, le scénariste Charlie Kaufman répond ainsi à la question « Quel film emmèneriez-vous sur une île déserte ? » : « Un film que j'aime vraiment, c'est Barton Fink. Je sais pas si c'est un film que je prendrais sur une île déserte mais je sens qu'il y a tellement de chose là-dedans, vous pourriez le revoir encore et encore. C'est important pour moi, en particulier si c'est le seul film que je devais avoir avec moi pour le reste de ma vie »,,.
Barton Fink a été classé par Greg Cwik d'IndieWire cinquième meilleur film des frères Coen. Il a été élu 11e meilleur film des années 1990 dans un sondage du A.V. Club, décrit comme l'une des œuvres « les plus profondes et douloureuses » des Coen.

## Distinctions

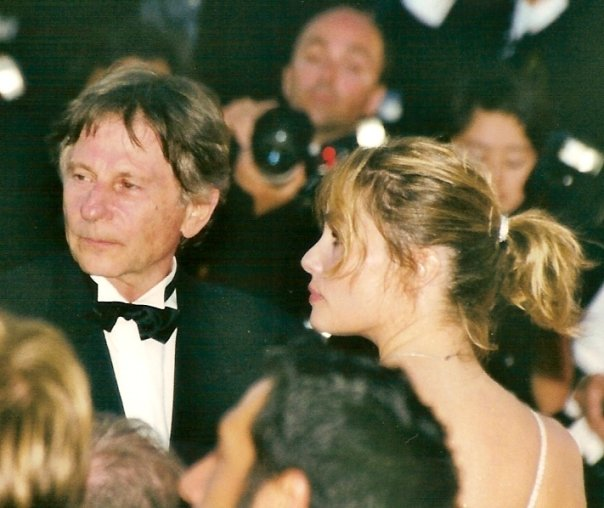
La polémique à la suite de la présidence de Roman Polanski a bouleversé les conditions d'attribution des prix du festival de Cannes.

Barton Fink est projeté pour la première fois au festival de Cannes le 18 mai 1991. Dans une compétition qui réunit entre autres La Belle Noiseuse de Jacques Rivette, Europa de Lars von Trier ou encore Van Gogh de Maurice Pialat, le film des frères Coen remporte trois récompenses : le prix de la mise en scène et celui de l'interprétation masculine (John Turturro) ainsi que la Palme d'or, décernée « à l'unanimité ». Cette razzia de prix est extrêmement rare à Cannes et certains critiques considèrent que le jury a été trop généreux envers le film, au détriment des autres nommés,. De plus, la présidence de Roman Polanski a été particulièrement houleuse. N'appréciant aucun des films présentés à l'exception de celui des frères Coen, le réalisateur de Rosemary's Baby (1968) dirige d'une main de fer la délégation, empêche les jurés d'intervenir et va jusqu'à leur forcer la main : la veille des délibérations, il fait boire ses collègues et fait voter la Palme d'or, refusant de revenir sur la décision le lendemain. Inquiet de créer un précédent qui pourrait dévaloriser d'autres films, Gilles Jacob, alors délégué général du festival, décide de limiter au nombre de deux les récompenses majeures attribuées à un seul film lors des prochaines cérémonies,. Barton Fink devient alors le film le plus primé de l'histoire du festival de Cannes, le premier et dernier à cumuler trois distinctions principales.
Barton Fink a également été nommé à trois Oscars : l'Oscar du meilleur acteur dans un second rôle (Michael Lerner), celui de la meilleure direction artistique (Dennis Gassner, Nancy Haigh) et celui de la meilleure création de costumes (Richard Hornung). Lerner a perdu face à Jack Palance pour La Vie, l'Amour, les Vaches (City Slickers de Ron Underwood). Le prix des meilleurs décors est revenu à Gassner et Haigh mais pour un autre film, Bugsy d'Alan Parker, film qui remporte également l'Oscar des meilleurs costumes.
Le film a été nommé au prestigieux Grand prix de l'Union de la critique de cinéma mais échoue face à Un ange à ma table de Jane Campion.

### Récompenses
- Festival de Cannes 1991 :
  - Palme d'or
  - Prix de la mise en scène pour Joel Coen
  - Prix d'interprétation masculine pour John Turturro
- Los Angeles Film Critics Association Awards 1991 :
  - Meilleure photographie pour Roger Deakins
  - Meilleur acteur dans un second rôle pour Michael Lerner
- Motion Picture Sound Editors 1992 : Golden Reel Award du meilleur montage sonore
- Chicago Film Critics Association Awards 1992 : meilleure photographie pour Roger Deakins
- National Society of Film Critics Awards 1992 : meilleure photographie pour Roger Deakins
- David di Donatello 1992 : meilleur acteur étranger pour John Turturro
- London Film Critics Circle Awars 1993 :
  - Actrice de l'année pour Judy Davis
  - Meilleur directeur de la photographie pour Roger Deakins

### Nominations
- Oscars 1992 :
  - Meilleur acteur dans un second rôle pour Michael Lerner
  - Meilleurs décors et direction artistique pour Dennis Gassner et Nancy Haigh
  - Meilleurs costumes pour Richard Hornung
- Golden Globes 1992 : meilleur second rôle masculin pour John Goodman
- Union de la critique de cinéma 1992 : Grand Prix.

## Analyse

### Aspects généraux

#### Cadre

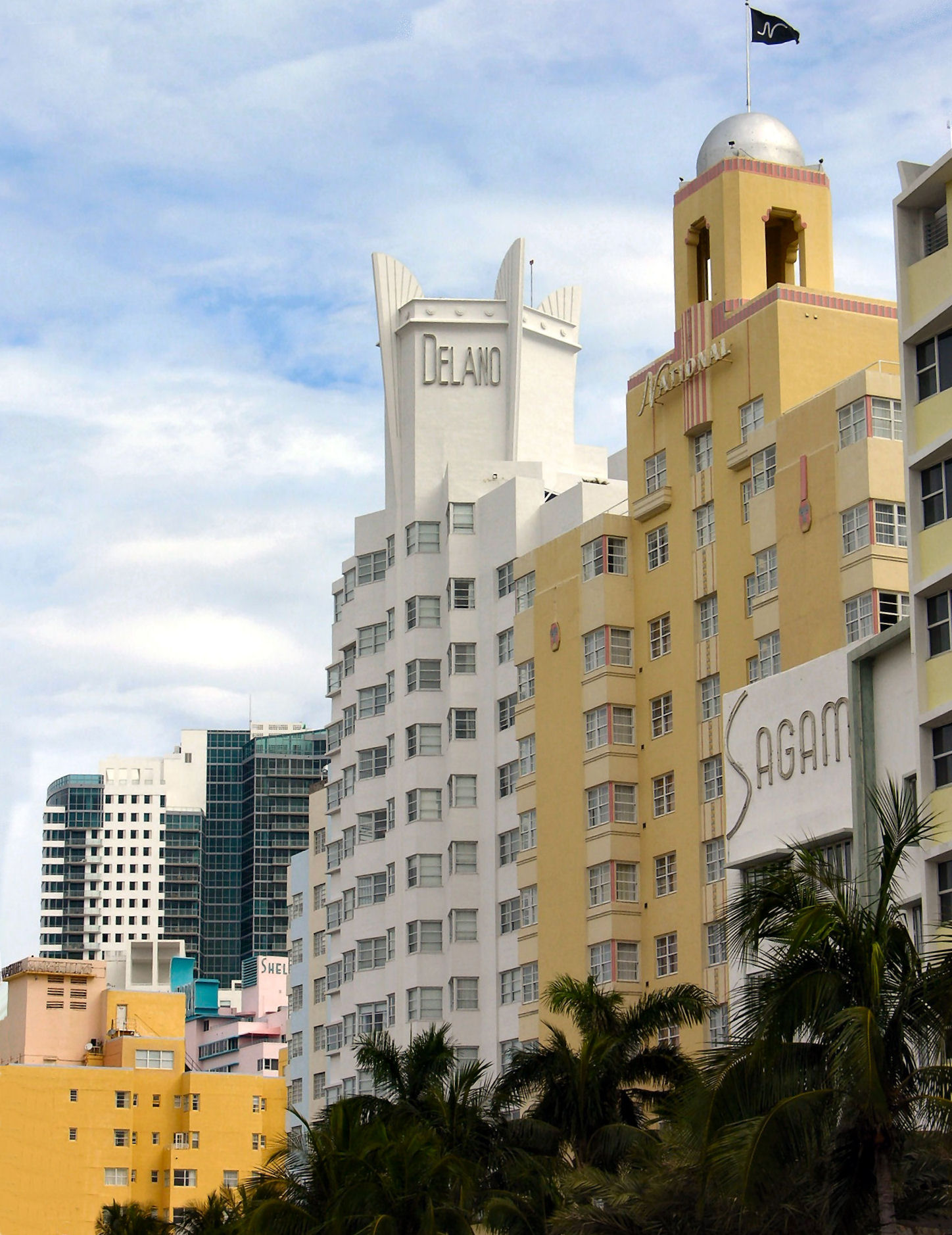
L'aspect du Earle Hotel a été conçu sur le mouvement artistique Art déco, pour témoigner de sa vétusté (ici, les hôtels Delano, National et Sagamore à Miami Beach).

L'utilisation des décors, comme personnages à part entière, représentation de la psyché des personnages ou de leur statut social, est d'une importance capitale dans le film. Le contraste est ainsi évident entre l'hôtel où réside Barton et le quartier hollywoodien où habite Lipnick, riche et immaculé. L'ambiance étrange qui se dégage du Earle, mystérieusement vide, a été l'idée centrale lors de la conception du film. « Nous voulions un style art déco, un endroit qui tombe en ruine après avoir connu des jours meilleurs », explique Joel dans une interview de 1991. L'ameublement de la chambre de Barton est rudimentaire, avec pour unique vue sur le monde un autre immeuble via deux larges fenêtres. Pour les réalisateurs, l'hôtel est un « vaisseau fantôme à la dérive, où vous pouvez observer de signes de présence d'autres passagers, sans jamais les croiser ». Dans le film, les chaussures des autres locataires sont une des rares indications de cette présence invisible, de même que les quelques bruits provenant des pièces voisines,. « Vous pouvez vous l'imaginer habité par des commis voyageurs ratés, à la vie sexuelle pathétique, pleurant seuls dans leurs chambre » décrit Joel.
La chaleur et la moisissure sont d'autres éléments importants du décor. Le papier peint de la chambre de Barton se décolle et Charlie explique connaître le même souci dû, selon lui, à la chaleur. Les couleurs prédominantes de l'hôtel, le jaune et le vert, « suggère[nt] une aura de putréfaction »,.
L'atmosphère du Earle tend également à refléter le personnage de Charlie, comme l'explique Joel : « Notre intention était plus ou moins d'utiliser l'hôtel comme extériorisation du personnage interprété par John Goodman. La transpiration goutte de son front à l'image du papier peint qui se décolle des murs. À la fin, lorsque Goodman dit être prisonnier de son propre état d'esprit, que c'est comme une sorte d'enfer, il était nécessaire que l'aspect infernal ait été déjà suggéré par l'hôtel »,. Le papier peint décollé et la colle suintante renvoient également à l'infection de l'oreille de Charlie et le pus qui en coule.
Lorsque Barton arrive pour la première fois à l'Hôtel Earle, un groom serviable et accueillant (Steve Buscemi) lui demande s'il est « de passage ou permanent ». Barton lui répond qu'il n'est pas sûr mais qu'il est là pour un délai « indéterminé ». La dichotomie entre les locataires permanents et les visiteurs apparaît à de multiples reprises, y compris dans la devise de l'hôtel, « Un jour ou une vie », que Barton retrouve sur la papeterie de son bureau. Cette idée revient à la fin du film, lorsque Charlie le décrit comme « un touriste avec une machine à écrire ». Sa faculté à pouvoir quitter le Earle (alors que Charlie décide de rester) est présentée par la critique Erica Rowell comme une preuve de la représentation du processus d'écriture dans l'histoire de Barton. Selon elle, Barton représente l'auteur capable de quitter une œuvre tandis que les personnages, comme Charlie, en sont interdits.

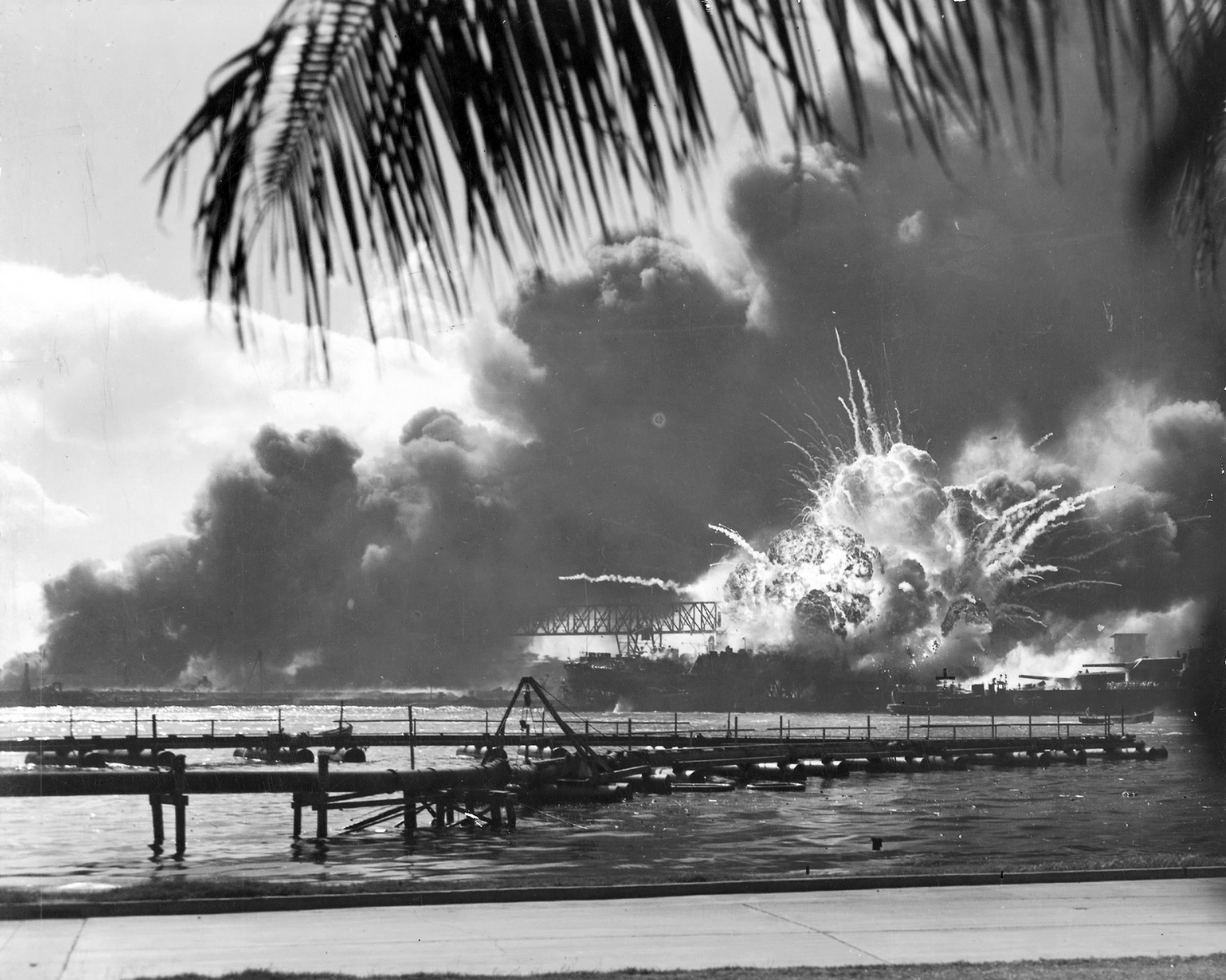
Les Coen ont choisi de situer l'action de Barton Fink contemporainement à l'attaque de Pearl Harbor afin de souligner que le monde hors de l'hôtel est au bord de l'apocalypse,.

En contraste, les bureaux de Capitol Pictures et la maison de Lipnick sont richement décorés et extrêmement confortables. Les pièces du studio sont baignées par le soleil, le cabinet de Ben Geisler donne vue sur une flore luxuriante et Barton rencontre Lipnick aux abords d'une immense piscine immaculée, ce qui fait écho à sa position sociale, à la tête du studio : « Tu ne peux pas toujours être honnête pas avec les requins qui tournent dans cette ville […] Si j'avais été totalement honnête, je serais à des kilomètres de cette piscine — sauf pour la nettoyer »,. Dans son bureau, Lipnick affiche son pouvoir par l'exposition de statues d'Atlas, le Titan de la mythologie grecque qui déclara la guerre aux dieux de l'Olympe avant d'être sévèrement puni.
Barton regarde des rushes d'un autre film de catch produit par Capitol Pictures, daté du 9 décembre 1941 (visible sur le clap), soit deux jours après l'attaque de Pearl Harbor. Plus tard, lorsque Barton sort afin de célébrer la conclusion de son script à un bal de l'USO, il est entouré de soldats. Lors de sa dernière apparition, Lipnick porte un uniforme de colonel, en réalité un costume du studio : « Les costumiers m'ont fait ça. […] La bureaucratie, bon, mais on est en guerre contre les Japs ! Sales jaunes ! ». À l'origine, ce moment historique devait avoir un autre impact sur l'Hôtel Earle : « Nous pensions en faire un hôtel où les résidents étaient des personnes âgées, des fous, des handicapés physique, parce que tous les autres sont partis en guerre. Au fur et à mesure du développement du scénario, cette thématique a été mise de côté mais c'est ce qui nous a poussés, au début, à situer le film à cette période »,.

#### La peinture

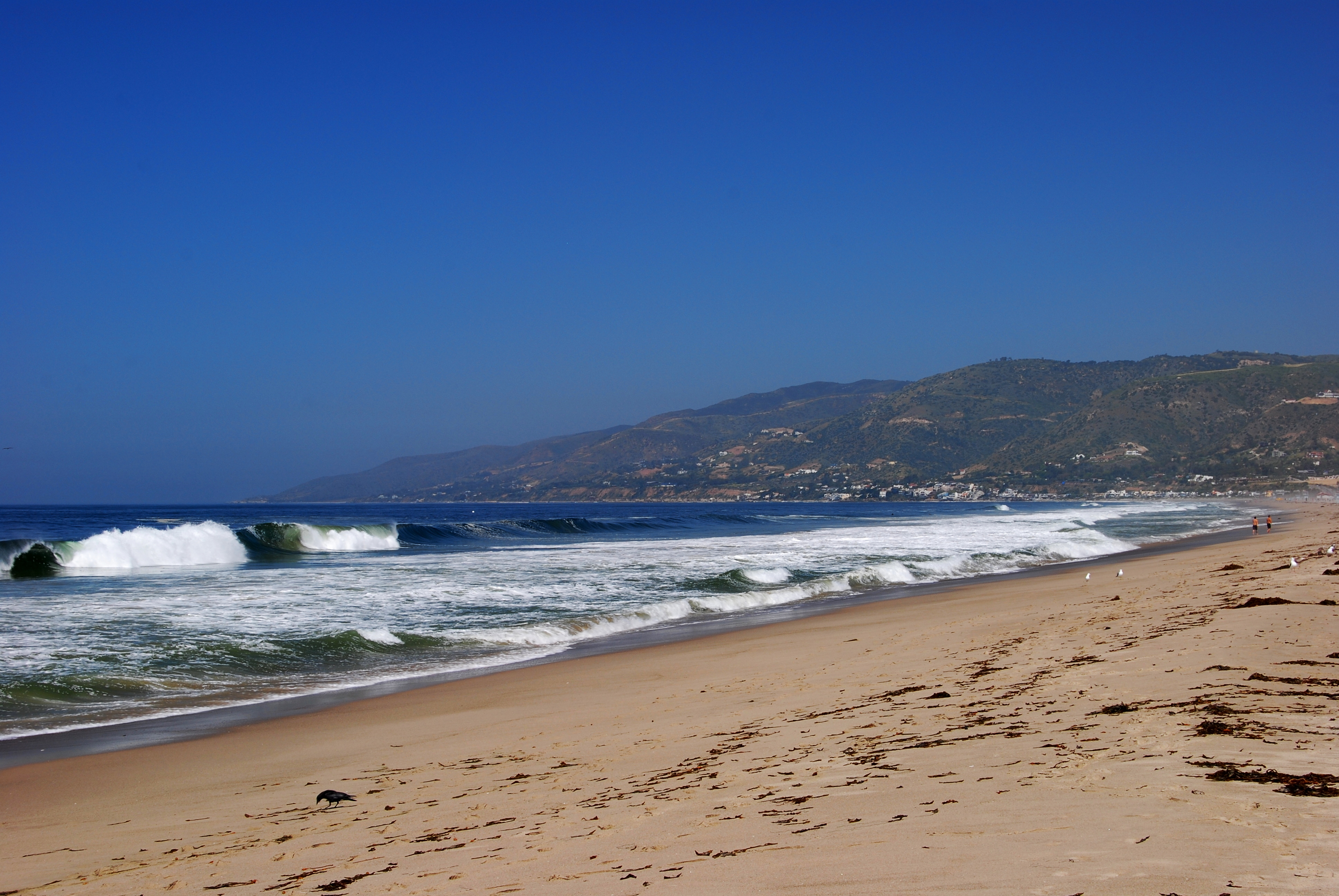
Le dernier plan du film, tourné à Zuma Beach, reprend à quelques détails près la peinture de la femme au bord de mer accrochée dans la chambre de Barton Fink.

La peinture de la femme sur la plage de la chambre de Barton est le point de focalisation central du personnage et de la caméra. Barton l'examine régulièrement lorsqu'il est à son bureau et, après avoir découvert le corps d'Audrey, il se tient debout face à elle. L'image est répétée à la fin du film, lorsqu'il rencontre une femme identique sur une plage identique, prenant une pose semblable. Après l'avoir complimenté sur sa beauté, il lui demande « Vous faites du cinéma ? » ce à quoi elle rougit et répond « Ne soyez pas bête »,. Il est par ailleurs judicieux de souligner que la version originale joue sur le mot « picture » désignant en même temps une peinture et une image, un film cinématographique.
Les Coen ont pris très tôt la décision d'inclure la peinture comme élément-clef de la chambre. Joel explique ainsi : « La chambre ne devait avoir que très peu de décoration, les murs devaient être nus et les fenêtres devaient offrir une vue sans aucun intérêt, c'était notre intention. En fait, nous voulions que la seule ouverture sur le monde extérieur soit cette peinture. Il était important pour nous de créer un sentiment d'isolement ». Ethan : « un sentiment de consolation »,. Pour Erica Rowell, sa réinterprétation lors de la scène finale est une « parodie de la forme »,.
Plus tard dans le film, Barton place dans le cadre une petite photo de Charlie, en costume et tenant une serviette. La juxtaposition du voisin en tenue de vendeur en assurance et l'évasion que représente la femme à la plage provoque une confusion entre réalité et imaginaire chez Barton. Le critique Michael Dunne note : « Les spectateurs peuvent seulement se demander à quel point Charlie est « réel ». […] Dans le dernier plan, […] les spectateurs doivent se demander à quel point [la femme] est « réelle ». Cette question en entraîne d'autres : à quel point Fink est réel ? Lipnick ? Audrey ? Mayhew ? À quel point les films sont-ils réels au juste ? »,.
La signification de la peinture a été très commentée. Le critique du Washington Post, Desson Howe, affirme que malgré son impact émotionnel, la scène finale donne l'impression d'être « une punchline pour l'amour de la punchline, une coda falsifiée »,. 
Dans son livre The Brothers Grim: The Films of Ethan and Joel Coen où elle analyse la filmographie des frères Coen, Erica Rowell suggère que l'obsession de Barton pour la peinture est ironique, lorsque l'on considère son caractère populaire pendant que le personnage aspire à atteindre une culture élitiste (malgré ses discours contradictoires). Elle note aussi que la caméra se focalise autant sur Barton lui-même que sur la peinture lorsqu'il l'observe. Lors d'une scène, la caméra passe au-delà de Barton pour remplir le plan avec la femme sur la plage. Cette tension entre points de vue objectif et subjectif apparaît une nouvelle fois à la fin du film lorsque Barton se retrouve, en quelque sorte, à l'intérieur de la peinture. Le critique M. Keith Booker voit dans cette ultime scène un « commentaire énigmatique sur la représentation et les relations entre art et réalité ». Il suggère que la similitude des images pointe l'absurdité de l'art reflétant directement la vie. Le film transpose la femme directement de l'art à la réalité, produisant une certaine confusion chez le spectateur ; Booker affirme qu'une telle reproduction littérale conduit donc inévitablement à l'incertitude.
Plusieurs critiques ont relevé que Le Principe de non-contradiction (The Law of Non-Contradiction, 2017), épisode de la troisième saison de la série télévisée Fargo, produite par les Coen et basée sur leur film homonyme de 1996, fait référence à cette peinture lorsque le personnage principal de l'épisode, Gloria, prend une pose similaire, assise elle aussi sur la plage et filmée de la même manière que dans le film. Les thématiques de l'épisode ont également été comparées à celles de Barton Fink,,,.

### Genre
Les frères Coen sont connus pour réaliser des films défiant une classification simple. S'ils décrivent leur premier film, Sang pour sang (Blood Simple, 1984), comme un pur film policier, les Coen ont abordé le script suivant, Arizona Junior (Raising Arizona, 1987), sans essayer de le ranger dans un genre précis. Écrit comme une comédie, le long métrage incorpore une certaine noirceur faisant de lui « un film plutôt sauvage » selon Ethan. Leur troisième film, Miller's Crossing (1990), inverse cette tendance en incorporant des touches d'humour dans un film criminel. Cela dit, l'utilisation de conventions issues du mélodrame, de la romance et de la satire politique bouleverse là encore une identification dans un unique genre.
Cette tendance à mixer les genres s'intensifie avec Barton Fink (1991) ; les Coen insistent sur le fait que le film « n'appartient à aucun genre »,. Ethan le décrit comme un buddy movie des années 1990,. Il contient des éléments de comédie, de film noir et de film d'horreur mais aussi d'autres genres,. L'acteur John Turturro y voit un récit initiatique tandis que le professeur de littérature et analyste de cinéma R. Barton Palmer le rapproche du Künstlerroman, un genre qui met en avant le cheminement d'un artiste pour arriver à maturité, soulignant l'importance de l'évolution du personnage en tant qu'écrivain. Le critique Donald Lyons décrit le film comme « une vision rétro-surréaliste »,.
Parce qu'il brouille les frontières du genre, qu'il fragmente l'expérience des personnages et qu'il résiste à une conclusion narrative définitive, Barton Fink est souvent considéré comme un film postmoderniste. Dans son livre Postmodern Hollywood, M. Keith Booker explique que le film dépeint un passé d'une manière impressionniste, sans être forcément précis. Cette technique, dit-il, est « typique du film postmoderne, qui ne voit pas le passé comme une préhistoire du présent mais comme un entrepôt d'images à utiliser comme matériaux »,. Dans son étude de la filmographie des Coen, Palmer définit Barton Fink comme étant « un pastiche postmoderne » qui examine attentivement comment les époques passées se représentent elles-mêmes. Il le compare à The Hours (2002), un film sur deux femmes adeptes de l'œuvre de Virginia Woolf. Il affirme que les deux films, loin de rejeter l'importance du passé, enrichissent notre compréhension de celui-ci. Il cite ainsi la théoricienne littéraire Linda Hutcheon : le modernisme affiché dans ces films « ne nie pas l'existence du passé mais il questionne notre faculté à connaître le passé autrement que par le biais de ses traces textuelles »,,.
Certains éléments du film mettent en évidence le vernis du postmodernisme. Barton est incapable de résoudre son étude moderniste sur la culture élitiste avec les contraintes d'un studio désireux de créer des films formatés afin d'engranger un maximum de profit ; la collision qui en résulte produit une histoire fracturée, emblématique du postmodernisme. La mise en scène des frères Coen en est aussi un exemple. Ainsi, lorsque Barton et Audrey commencent à faire l'amour, la caméra se déplace vers la salle de bain, entre dans le siphon du lavabo et descend le long de la canalisation. Erica Rowell appelle cet effet une « mise à jour postmoderne » de la fameuse image, sexuellement suggestive, du train entrant dans un tunnel utilisée par le cinéaste Alfred Hitchcock dans La Mort aux trousses (North by Northwest, 1959).

### Style

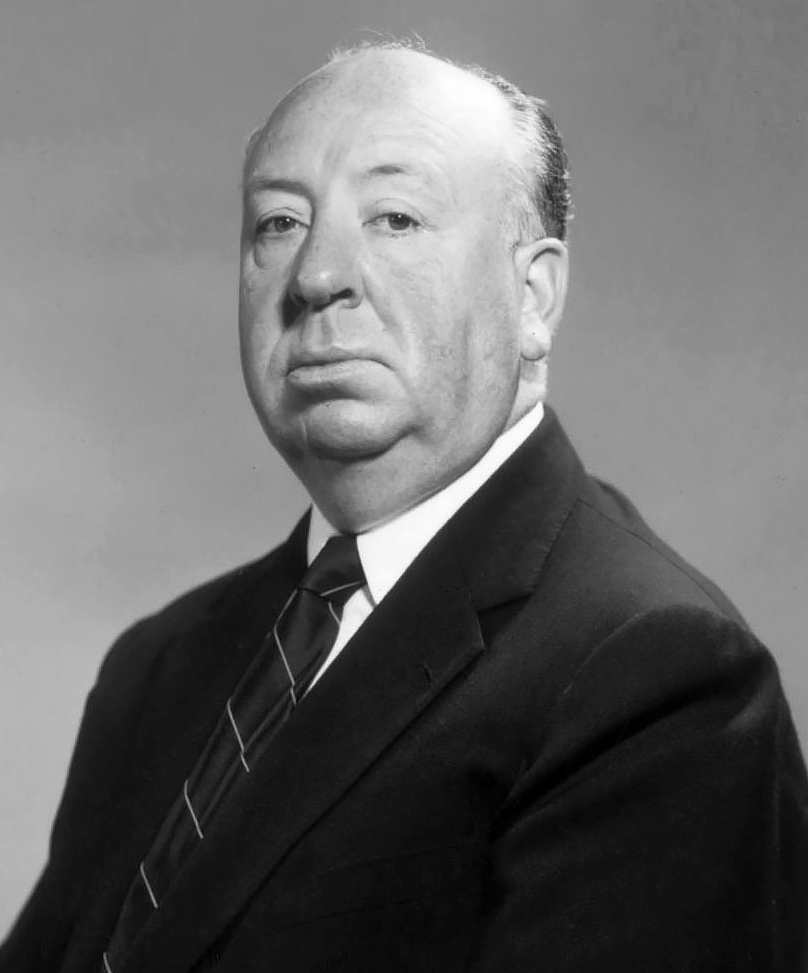
L'influence du réalisateur Alfred Hitchcock est reconnaissable à plusieurs reprises. Dans une scène, les lunettes de Barton reflètent un combat de catch qui est projeté, faisant écho à un plan du film Les Enchaînés (Notorious, 1946).

Barton Fink utilise différentes conventions stylistiques afin d'accentuer l'ambiance et souligner certains thèmes. Par exemple, le générique se déroule sur le papier peint de l'Hôtel Earle, tandis que la caméra descend. Ce mouvement est répété à plusieurs reprises dans le film, confirmant la volonté de Barton de « sonder les profondeurs »,. La séquence d'ouverture, un panoramique combiné, suivant verticalement une corde partant du plafond du théâtre jusqu'à un technicien au sol, puis horizontalement vers Barton en smoking au premier plan, en est ainsi une illustration, confrontant en même temps le statut social des personnages. Sa première expérience poursuit ce trope : le groom Chet émerge ainsi du sol par une trappe, une chaussure à la main (qu'il était sans doute en train de cirer), suggérant que sa véritable activité est souterraine. Bien que la chambre de Barton se trouve probablement six étages au-dessus de la réception, l'intérieur de l'ascenseur n'est vu que lorsqu'il descend. Ces éléments, associés à plusieurs pauses dramatiques, des dialogues surréalistes et des menaces de violence implicites, créent une atmosphère de tension extrême. Les Coen expliquent que « tout le film devait donner l'impression d'une ruine ou d'une catastrophe imminente. Et nous avons définitivement voulu finir sur une sensation d'apocalypse »,.
Le style de Barton Fink est une évocation — et une représentation — du cinéma des années 1930 et 1940. Comme le souligne le critique Michael Dunne : « le pardessus de Fink, son chapeau, ses costumes sombres et ternes rappellent de manière réaliste les années 1930, mais ils rappellent de façon encore plus réaliste les films des années 1930 »,. L'esthétique de l'Hôtel Earle et l'atmosphère de plusieurs scènes reflètent également l'influence du cinéma pré-Seconde Guerre mondiale. Même les sous-vêtements de Charlie correspondent à ceux de son idole, l'acteur Jack Oakie. D'un autre côté, les techniques de caméra utilisées par les Coen combinent des méthodes classiques avec d'autres contemporaines et personnelles. Des travellings et des gros plans extrêmes attestent du film comme étant un produit de la fin du XXe siècle.
Dès les premières minutes, le film ne cesse de basculer entre le point de vue subjectif de Barton sur le monde et le point de vue objectif. Après le générique introductif, la caméra se focalise sur Barton regardant la fin de sa pièce. Puis nous voyons le public de sa perspective, l'applaudissant avec passion et lui demandant d'apparaître sur scène. Alors qu'il s'avance, il entre dans le plan et le spectateur est renvoyé au point de vue objectif. Ce brouillage entre subjectivité et objectivité est à nouveau mis en scène dans la scène finale.
Ce déplacement du point de vue coïncide avec l'une des thématiques du film : la création artistique. Le film commence avec la fin d'une pièce de théâtre et l'histoire explore le processus de création d'un scénariste. Cette approche métanarrative est symbolisée par la focalisation de la caméra sur Barton (murmurant les répliques des acteurs hors-champ) et non pas sur la pièce elle-même. Rowell explique : « Bien que nous écoutons une scène, nous en regardons une autre. […] La séparation du son et de l'image crée une dichotomie cruciale entre deux « vues » de l'artifice : le monde créé par le protagoniste (sa pièce) et le monde extérieur (ce qui entraîne la création d'une performance) »,.
Le film emploie également plusieurs techniques de foreshadowing (ou de préfiguration). Annonçant le contenu probable du paquet que laisse Charlie à Barton, le mot « tête » apparaît 60 fois dans le scénario original. Dans un sinistre clin d'œil aux futurs événements, Charlie précise avec un enthousiasme certain son travail de commercial en assurance : « Incendie, vol, accident, ça n'arrive pas qu'aux autres »,.

#### Symbolisme
De nombreux textes analysent la symbolique de Barton Fink. Pour Rowell, le film est « la représentation d'une tête chargée d'idées renvoyant toutes à l'artiste »,. La proximité de la scène de sexe et celle du meurtre d'Audrey signifierait pour Lyons que « le sexe dans Barton Fink est la mort »,. D'autres suggèrent que toute la seconde moitié du film est une séquence onirique.
Les Coen nient avoir créé le film avec un unique système de symboles. Dans une interview de 1998, Joel explique en effet : « Nous n'abordons jamais jamais  nos films avec ce genre de choses à l'esprit. Il n'y a rien qui se rapproche d'une telle rupture intellectuelle. C'est toujours un paquet de trucs instinctifs qui nous semblent justes, quelle que soit la raison »,. Les Coen ont par ailleurs précisé à quel point ils étaient sereins vis-à-vis de cette ambiguïté, notamment concernant la fin du film. Ethan explique en effet que « Barton Fink vous dit finalement ce que vous avez besoin de savoir. […] Ce qui n'est pas clair n'a pas pour but de devenir plus clair et c'est très bien comme ça »,. Concernant les fantasmes et les séquences oniriques, il dit :

« Il est correct de dire que nous avons voulu faire partager au spectateur la vie intérieure de Barton Fink ainsi que son point de vue. Mais c'est pas la peine d'aller trop loin. Par exemple, ça aurait été déplacé pour Barton Fink de se réveiller à la fin du film ou pour nous de suggérer qu'il vivait au fond dans une meilleure réalité que celle dépeinte dans le film. Dans tous les cas, parler de « réalité » au sujet d'un personnage de fiction est artificiel,. »

Le sous-texte homoérotique dans la relation entre Barton et Charlie n'est pas accidentel. Bien qu'un des inspecteurs demande s'ils partagent « un truc sexuel pervers », leur intimité n'est pas présentée comme déviante, mais plutôt comme dissimulée sous les conventions d'une sexualité dominante. Par exemple, la première apparition de Charlie, venant à la rencontre de son voisin, prend l'apparence d'une pick-up line classique, une phrase d'accroche de nature romantique : « Je me sentirais mieux si je vous offrais un verre » ce à quoi Barton répond « En vitesse, alors » ce qui, pour Rowell, est de nature sexuelle implicite. La scène de catch entre Barton et Charlie est également citée comme un exemple d'affection homoérotique : « Nous la considérons comme une scène de sexe », déclare Joel en 2001.

#### Ambiance sonore
Plusieurs effets sonores sont chargés de sens dans Barton Fink. Par exemple, Barton est convoqué par une sonnette lors de son dîner à New York, un son léger et plaisant. À l'opposé, la sonnette de l'Hôtel Earle donne un son strident, résonnant dans tout le hall et dont la durée confère un sentiment d'étrangeté, avant que Chet ne l'arrête. Les chambres voisines ne cessent d'émettre un chœur de pleurs, de gémissements et d'autres bruits non identifiés. Ces sons coïncident avec la santé mentale confuse de Barton et accompagnent la déclaration de Charlie : « J'entends tout ce qui se passe dans cette taule »,. Les applaudissements de la première scène, mélangés avec le bruit d'une vague qui se brise (rendue à l'image dans la scène suivante), annoncent les conséquences de l'exil de Barton vers l'ouest.

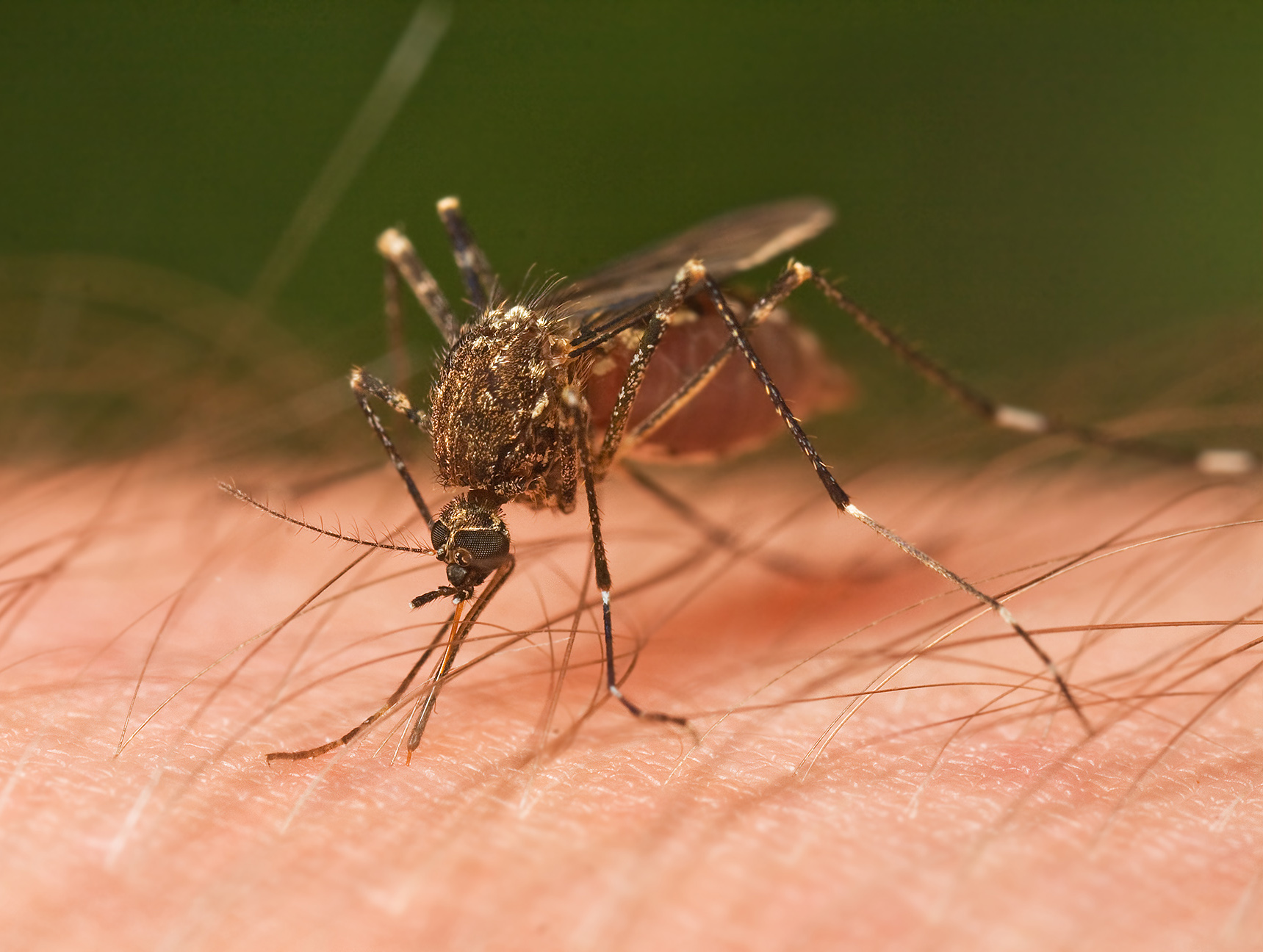
Les frères Coen ont été contactés par l'ASPCA (une association de défense des animaux) avant le tournage. Ils ont réussi à avoir une copie du scénario et voulaient savoir comment nous allions traiter les moustiques. Je ne rigole pas,.

Un autre son symbolique du film est le bourdonnement des moustiques. Bien que son producteur affirme qu'il n'y en a pas à Los Angeles (« Ça vient des marais. On est dans un désert »), le son distinctif d'un moustique peut être clairement entendu lorsque Barton observe une nuée d'insectes flottant dans sa chambre d'hôtel. Plus tard, il arrive à un meeting avec une piqûre de moustique sur le visage. L'insecte fait également une apparition remarquée dans la scène de révélation de la mort d'Audrey : Barton frappe un moustique qui se nourrissait de son cadavre et réalise soudainement qu'elle a été assassinée. La tonalité stridente des moustiques se retrouve dans l'utilisation de cordes aiguës dans la bande originale du film. Dans une analyse approfondie, Rowell suggère que le moustique « aide à transmettre l'incertitude congénitale de la « réalité » dans la fiction ». Elle note également une similitude avec la présence improbable de mouches dans le bureau hermétique de l'homme d'affaires dans Arizona Junior.
La musique a été composée par Carter Burwell, qui travaille avec les Coen depuis leur premier film. Contrairement aux projets précédents — l'ambiance folk irlandaise dans Miller's Crossing et une chanson folk américaine ayant servi de base dans Arizona Junior — Burwell a écrit la musique de Barton Fink sans inspiration spécifique. Elle a été éditée en CD en 1996, combinée avec celle d'un autre film des frères Coen, Fargo (1996).
Le choix des chansons apportent aussi un éclairage certain au film. Alors qu'il quitte Barton et Audrey avec beaucoup de difficulté au vu de son état d'ébriété, Mayhew chante la chanson traditionnelle américaine Old Black Joe (1853). Composée par Stephen Foster, elle raconte l'histoire d'un vieil esclave se préparant à rejoindre ses amis dans « un monde meilleur ». Son interprétation par Mayhew renvoie à sa condition d'employé opprimé par Capitol Pictures et prépare à la situation de Barton à la fin du film. Plus tard, Barton fête la conclusion de son script dans un bal de l'USO. La chanson utilisée est une reprise swing de Down South Camp Meeting, dont les paroles, absentes du film, signifient « Soyez prêts (Chantez) / Les voici ! La chorale est prête ». Elles font ainsi écho à la pièce de Barton, Chœurs en ruine (Bare Ruined Choirs). Tandis que la célébration se transforme en bagarre générale, la musique monte en intensité et la caméra zoome dans le pavillon d'une trompette, à l'instar du mouvement de caméra qui entre dans le lavabo juste après le meurtre d'Audrey.

### Sources, inspirations et allusions
Barton Fink s'inspire de sources de différentes natures et des allusions sont faites à de nombreux personnages et événements réels ou fictifs. Par exemple, la pièce de Barton, Chœurs en ruine, fait référence au Sonnet 73 (1609) de William Shakespeare, un poème dont les thématiques de la vieillesse et de la mort trouvent un écho dans l'exploration des difficultés artistiques du film,.
Lors de la scène du pique-nique, alors qu'il quitte Barton et Audrey en chancelant, Mayhew cite le dernier vers du sonnet de John Keats, On First Looking into Chapman's Homer (1816) : « Sans dire un mot, debout, sur un pic du Darien ! ». Cette référence littéraire ne témoigne pas seulement de sa connaissance des textes classiques mais le poème fait également référence à l'océan Pacifique, ce qui correspond à la volonté de Mayhew d'aller « jusqu'au Pacifique et là, j'improviserai » (« jus' walk on down to the Pacific, and from there I'll … improvise »). En outre, le contexte du poème rappelle la condition « silencieuse » de Mayhew en tant qu'artiste, incapable — par choix ou non — d'écrire pour diverses raisons.
D'autres allusions académiques sont présentes ailleurs, parfois avec une extrême subtilité. Par exemple, on peut observer sur un plan du roman de Mayhew la maison d'édition « Swain and Pappas ». Il s'agit sans doute d'une référence à Marshall Swain et George Pappas, des philosophes explorant les mêmes thématiques que le film, comme les limites de la connaissance et la nature de l'être. William Rodney Allen rapproche l'obsession de Barton pour la tache sur le plafond de sa chambre d'hôtel au comportement du personnage de la nouvelle The Enduring Chill (1958) de Flannery O'Connor. Le véritable nom du personnage de John Goodman, Madman Mundt, serait une référence au bonimenteur Madman Muntz actif à Los Angeles et New York dans les années 1940. À noter que l'une des femmes de Muntz se nommait Joan Barton. Mais, étant originaires du Minnesota, les Coen ont pu emprunter le nom au membre du Congrès et sénateur du Dakota du Sud Karl Mundt. Enfin, Barton Finch est un personnage de la nouvelle Le Temps des retrouvailles (Join Now, 1958) de Robert Sheckley.
D'après certains critiques, le film ferait indirectement référence aux œuvres de Dante Alighieri (par l'utilisation d'une imagerie issue de la Divine Comédie (1320)) et de Johann Wolfgang von Goethe (et ses pactes faustiens),. L'amalgame entre structures bureaucratiques et personnages irrationnels rappelle les romans de Franz Kafka mais les frères Coen ont souligné que la ressemblance était involontaire. « Je ne l'ai pas lu depuis la fac, à l'époque où je dévorai des livres tels que La Métamorphose. Certains ont parlé de La Colonie pénitentiaire et Le Château mais je ne les ai jamais lus », explique Joel en 1991.

#### Clifford Odets
Le personnage de Barton Fink est vaguement inspiré du dramaturge new yorkais Clifford Odets qui, dans les années 1930, a rejoint le Group Theatre, un regroupement de scénaristes parmi lesquels on retrouve Harold Clurman, Cheryl Crawford et Lee Strasberg. Mettant en scène les problèmes sociaux de l'époque, leur œuvre s'appuyait sur la Méthode, des principes d'interprétation théâtrale afin de récréer aussi fidèlement que possible l'expérience humaine. Plusieurs pièces d'Odets ont eu un succès retentissant à Broadway, dont Awake and Sing! et Waiting for gauchey (toutes deux écrites en 1935). Lorsque le public s'est détourné du théâtre engagé vers le réalisme familial d'Eugene O'Neill, Odets a connu des difficultés à produire des pièces à succès. Il migre alors à Hollywood et y passe 20 ans à écrire des scénarios pour le cinéma.

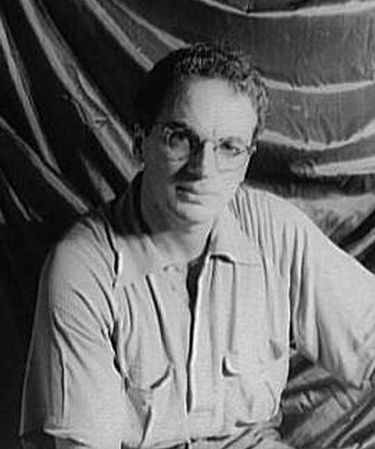
La ressemblance entre Clifford Odets et John Turturro est frappante, selon le critique R. Barton Palmer.

Les Coen gardaient Odets à l'esprit pour créer le personnage de Barton Fink, un « scénariste sérieux, honnête, politiquement engagé et plutôt naïf. […] Cela nous a semblé naturel qu'il vienne du Group Theatre et des années 30 », explique Ethan en 1991. Comme Odets, Barton a la conviction que le théâtre devrait célébrer les épreuves et les triomphes de « l'homme de tous les jours » ; comme Barton, Odets était extrêmement narcissique, jusqu'à « s'autoproclamer le plus talentueux dramaturge dans le New York Times »,. Dans le film, un article explique que les personnages de la pièce de Barton, Chœurs en ruines, « lutte pour leur existence […] dans les coins les plus sordides », d'une façon similaire au commentaire du biographe Gerald Weales qui disait, à propos des personnages d'Odets, qu'ils « luttent pour la vie dans des conditions pitoyables »,. Certains passages de l'œuvre de Chœurs en ruines rappellent par ailleurs Awake and Sing!, dans lequel un des personnages déclare « Je suis éveillé maintenant, éveillé pour la première fois » et un autre « Prenez ce chœur en ruine. Faites le chanter »,.
Cependant, de nombreuses différences existent entre eux deux. Joel explique en effet que « les deux auteurs écrivent des pièces similaires aux héros prolétaires mais leurs personnalités sont assez différentes. Odets était beaucoup plus extroverti ; il était très sociable, même à Hollywood, ce qui n'est pas le cas de Barton Fink ! »,. Bien qu'il ait été frustré du déclin de sa popularité à New York, Odets a connu un succès certain à Hollywood. Plusieurs de ses pièces ont été adaptées au cinéma, par lui ou par d'autres, dont Le Grand Couteau (The Big Knife, 1955). Dans cette adaptation par Robert Aldrich, un acteur est harassé par la cupidité du studio qui l'engage et finit par se suicider, une situation qui rappelle bien plus celle de Barton que celle d'Odets. Dans la reprise d'Une nuit mouvementée (Deadline at Dawn, 1946) de Harold Clurman, inspiré d'un roman d'Ordet, un personnage découvre à son réveil que la femme avec qui il a passé la nuit a été inexplicablement assassinée.
Odets chronique sa difficile transition entre Broadway et Hollywood dans son journal, publié en 1988 sous le titre The Time Is Ripe: The 1940 Journal of Clifford Odets. Ce journal explore les réflexions philosophiques d'Odets à propos de l'écriture et de l'amour. Il invitait régulièrement des femmes dans son appartement et décrit plusieurs de ces relations dans son journal. Ces expériences, ainsi que ses longues tirades sur l'écriture, trouvent un écho dans Barton Fink lorsqu'Audrey rend visite au personnage et le séduit à l'Hôtel Earle. Néanmoins, Turturro est le seul membre de la production à avoir lu le journal d'Odets et les frères Coen insistent pour que le public « fasse la différence entre le personnage et l'homme »,.

#### William Faulkner

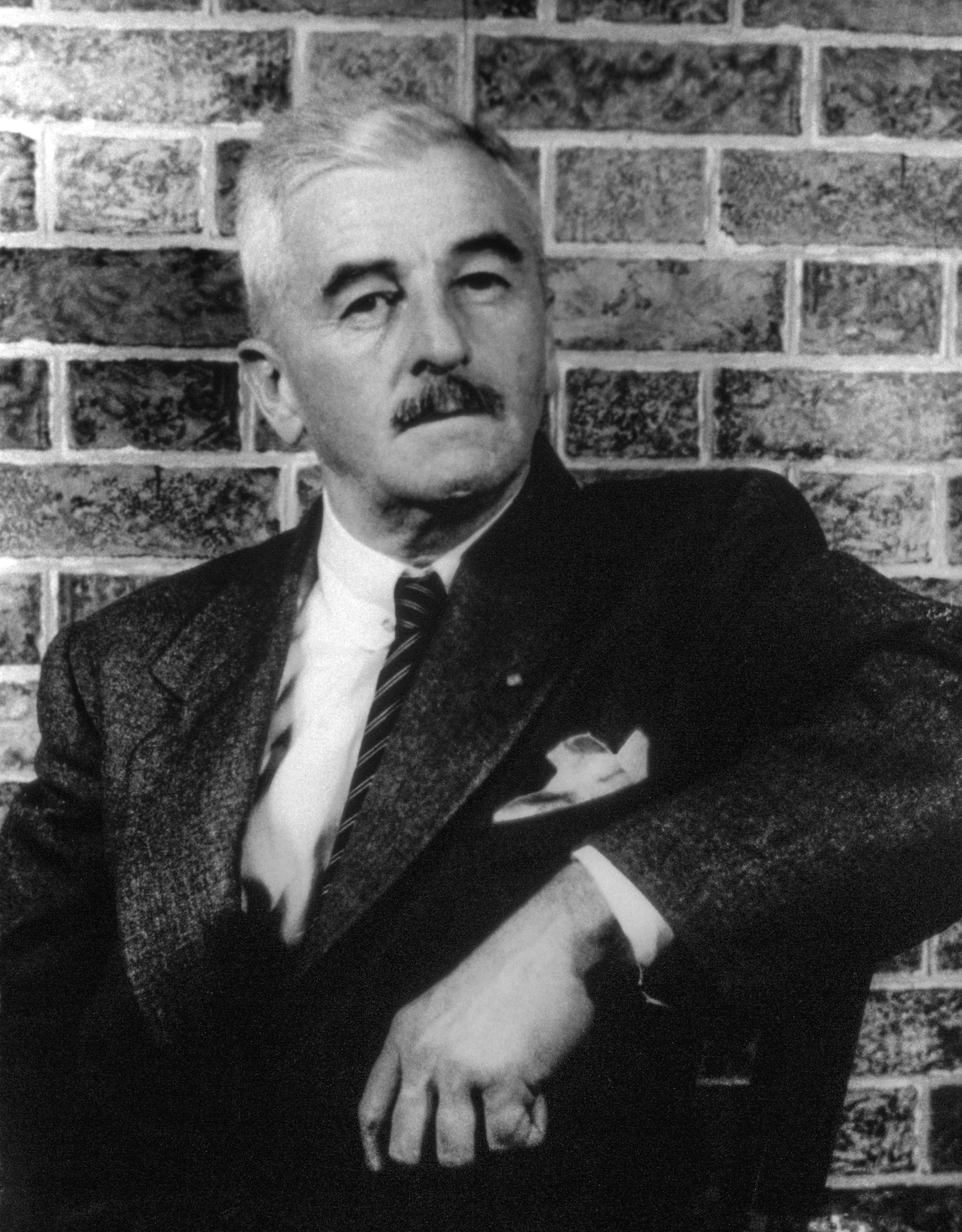
L'acteur John Mahoney a été approché pour le rôle de W.P. Mayhew à cause de sa ressemblance avec William Faulkner,.

De nombreuses similitudes existent entre le personnage de W.P. Mayhew et le romancier William Faulkner. Comme Mayhew, Faulkner s'est fait connaitre en tant que l'une des figures de proue de la littérature sudiste (appelée Southern Renaissance aux États-Unis) avant de travailler pour l'industrie cinématographique. Comme Faulkner, Mayhew est un gros buveur et méprise Hollywood. Le nom de Faulkner apparaît dans le livre City of Nets (1986), dans lequel Otto Friedrich donne un aperçu de l'histoire hollywoodienne, et qu'ont lu les Coen lorsqu'ils préparaient Barton Fink. « J'ai lu cette histoire comme quoi Faulkner avait été chargé d'écrire un film de catch… Ça fait partie de ce qui nous a inspiré sur Barton Fink » explique Ethan en 1998. Faulkner a en effet travaillé sur le film Une femme survint (Flesh, 1932), réalisé par John Ford et interprété par Wallace Beery, l'acteur pour lequel Barton écrit,. Si les Coen ont pratiqué ce sport au lycée, le fait que le film se focalise sur le catch est cependant fortuit. En outre, lorsque Barton se rend au bureau de Mayhew, il est inscrit sur la porte que ce dernier travaille sur un script intitulé Le Dernier Négrier (Slave Ship, 1937) sur lequel Faulkner a également travaillé et interprété une nouvelle fois par Beery.
Toutefois, les Coen désavouent une connexion significative entre Faulkner et Mayhew, qualifiant les ressemblances de « superficielles » : « En ce qui concerne le personnage en détail, Mayhew est très différent de Faulkner, leurs expériences à Hollywood ne sont pas du tout les mêmes » souligne Ethan en 1991. Contrairement à Mayhew dont l'alcoolisme et les problèmes personnels l'empêchent de travailler, Faulkner a continué d'écrire des romans après son expérience hollywoodienne.

#### Jack Lipnick
Le personnage du nabab Jack Lipnick, pour lequel Michael Lerner a été nommé aux Oscars, est un composite de plusieurs producteurs hollywoodiens, tels que Harry Cohn, Louis B. Mayer et Jack Warner — trois des personnalités de l'industrie cinématographique les plus puissantes à l'époque où se déroule Barton Fink,. Comme Mayer, Lipnick est originaire de Minsk, en Biélorussie. Lorsque les États-Unis sont entrés dans la Seconde Guerre mondiale, Warner a insisté pour avoir une position au sein de l'armée et a commandé un uniforme militaire à son département costume ; Lipnick fait a même chose dans sa scène finale. Warner a une fois décrit les scénaristes de « cons avec des Underwoods », traduit dans le film par la présence d'une machine à écrire de type Underwood,.
Cela dit, les Coen ont souligné que le labyrinthe de duperies et d'épreuves dans lequel se retrouve Barton n'est pas basé sur ce qu'ils ont vécu. Bien que Joel ait dit que les artistes ont tendance à « rencontrer des philistins », il ajoute : « Barton Fink est assez loin de notre propre expérience. Notre vie professionnelle à Hollywood a été particulièrement facile ce qui est, sans aucun doute, extraordinaire et injuste »,. Ethan a suggéré que Lipnick — à l'instar des hommes sur lesquels il est inspiré — est en quelque sorte un produit de son époque : « Je ne sais pas si ce genre de personnages existe encore. Hollywood est un peu plus fade et corporate aujourd'hui »,.

#### Cinéma
Les frères Coen ont reconnu diverses inspirations cinématographiques pour Barton Fink. L'influence la plus importante est sans doute celle du réalisateur franco-polonais Roman Polanski, trois de ses films ayant considérablement marqué sa conception : Répulsion (Repulsion, 1965), Cul-de-Sac (1966) et Le Locataire (The Tenant, 1976). Une ambiance d'incertitude psychologique y côtoie un environnement étrange, aggravant l'instabilité mentale des personnages. L'isolement de Barton dans sa chambre d'hôtel est fréquemment comparé à celui de Trelkocsky dans son appartement dans Le Locataire,. À propos du genre de Barton Fink, Ethan explique : « C'est une sorte de film à la Polanski. C'est plus proche de ça que de n'importe quoi d'autre »,. Par coïncidence, Polanski était le président du jury du festival de Cannes en 1991, où a été projeté Barton Fink pour la première fois, créant une situation embarrassante selon Joel : « C'est évident que nous avons été influencés par ses films, mais à l'époque nous étions très hésitants à l'idée de lui parler à ce propos parce que nous ne voulions pas donner l'impression de lui lécher les bottes »,.
D'autres œuvres ont été citées comme influences de Barton Fink telles que Shining (1980), réalisée par Stanley Kubrick, et Les Voyages de Sullivan (Sullivan's Travels, 1941), réalisée par Preston Sturges,. Prenant pour décor un hôtel vide, le film de Kubrick met en scène un écrivain incapable de poursuivre l'écriture de son dernier livre. Bien que les Coen approuvent la comparaison, Shining « appartient plus globalement au genre du film d'horreur » selon Joel. Les Voyages de Sullivan, sorti l'année où se déroule Barton Fink, suit le réalisateur populaire John Sullivan qui décide de créer un film profondément social, dans une ambition semblable à celle de Barton de créer un divertissement pour « l'homme de la rue ». Sullivan décide finalement que la comédie joue un rôle clé pour les réalisateurs, à l'instar de Jack Lipnick qui affirme à la fin de Barton Fink que « le public veut de l'action, de l'aventure »,.
D'autres allusions au cinéma et à son histoire ponctuent Barton Fink. Un personnage cite par exemple « Victor Soderberg », un nom qui fait référence à Victor Sjöström, réalisateur suédois qui a travaillé à Hollywood sous le pseudonyme de Victor Seastorm. La scène de la plage rappelle la fin de La dolce vita (1960) dans laquelle les dernières répliques d'une jeune femme sont couvertes par le bruit de l'océan. Enfin, la troublante désolation de l'hôtel Earle a été comparée à celle des pièces de l'hôtel dans Key Largo et du manoir dans Boulevard du crépuscule (Sunset Boulevard, 1950).

### Thématiques
Deux des thématiques centrales du film — la production de divertissements et le processus d'écriture — sont intimement liées et se rapportent à la nature auto-référentielle de l'œuvre (ainsi qu'à l'œuvre dans l'œuvre). Barton Fink est un film à propos d'un homme écrivant un film basé sur une pièce et, au centre de l'œuvre tout entière de Barton, se trouve Barton lui-même. Les dernières répliques de sa pièce Chœurs en ruine (qui sont également les premières répliques du film et qui seront répétées à la fin du film, reprises dans le scénario de Barton La Brute (The Burlyman) nous donne un aperçu de l'art auto descriptif de Barton. La mère dans sa pièce s'appelle « Lil » qui est également le nom de sa propre mère, Lilian. Dans la pièce, le personnage de l'enfant (une représentation de Barton lui-même) dit habiter au sixième étage, le même palier où réside Barton à l'Hôtel Earle. En outre, l'écriture des personnages dans Barton Fink révèlent des différences significatives entre la production de divertissements à Broadway et à Hollywood.

#### Broadway et Hollywood
Bien que Barton proclame régulièrement son désir de créer « un théâtre nouveau, vivant, de, sur et pour l'homme de la rue », il refuse de reconnaître qu'un tel théâtre existe déjà : les films. En réalité, il méprise même cette forme authentiquement populaire. D'un autre côté, le monde théâtral de Broadway dans Barton Fink est un lieu de culture élitiste où le créateur est persuadé que son travail incarne ses valeurs. S'il prétend dédaigner son propre succès, Barton croit avoir remporté une grande victoire avec Chœurs en ruine. Il cherche les louanges : il nie avoir vu la critique dithyrambique parue dans le New York Herald lorsque son agent lui demande alors que son producteur vient de la lui lire. Barton se sent proche du théâtre, confiant dans l'idée que ça peut lui aider à honorer « l'homme de la rue ». La mention de ses producteurs — « ces gens-là » les qualifie Barton — démontre cependant que le profit attise tout autant les convoitises de Broadway que celles d'Hollywood mais son intimité et son échelle restreinte incitent l'auteur à penser que son travail a une véritable valeur,.

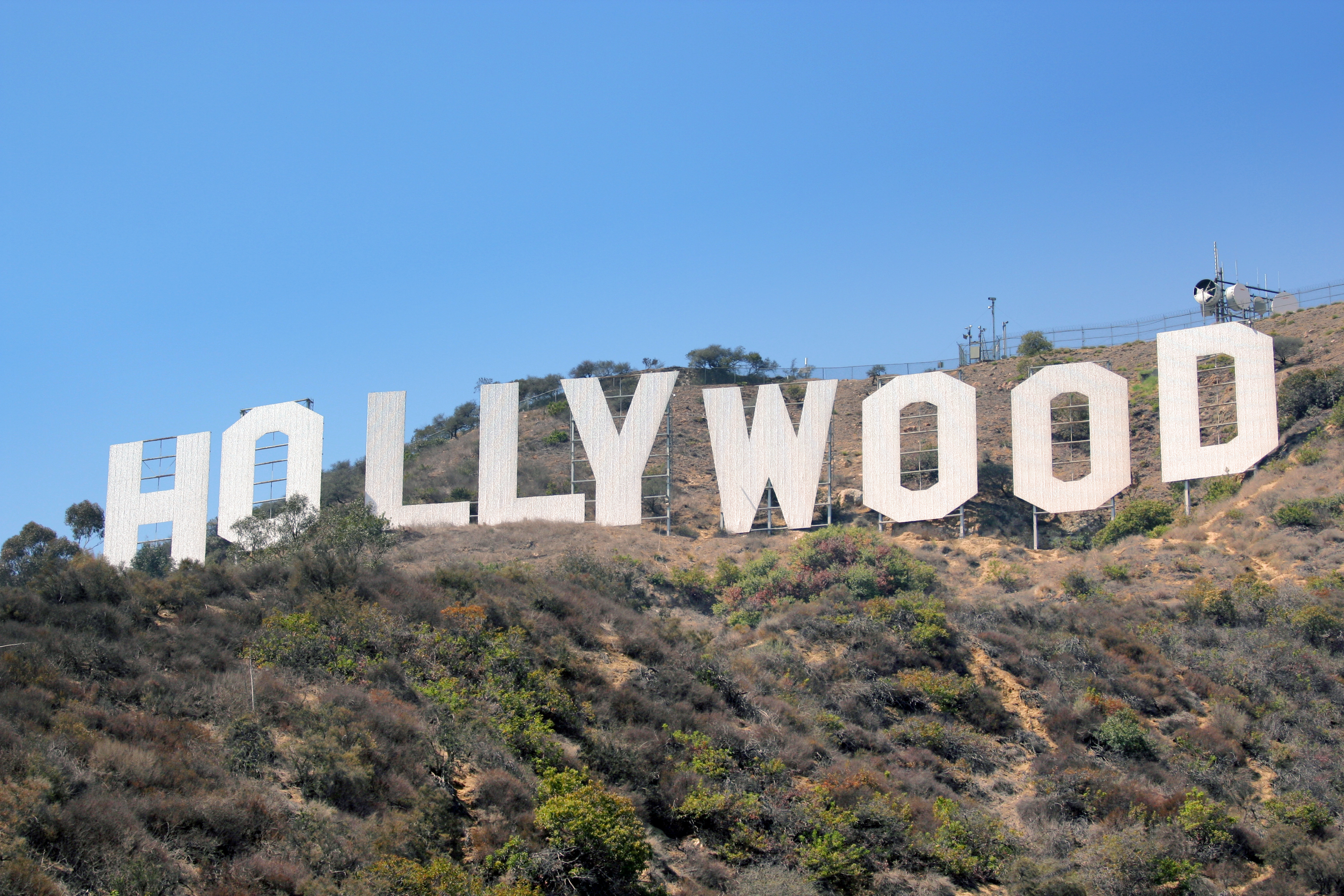
Dans le film, Hollywood utilise ce qu'appelle l'auteur Nancy Lynn Schwartz des formes de manipulation mentale et économique afin de garder un contrôle absolu,.

Barton ne pense pas qu'Hollywood puisse offrir les mêmes opportunités. Dans le film, Los Angeles est un monde de faux-semblants et d'hypocrites. Dans l'une des premières séquences, l'agent artistique de Barton lui informe de l'offre de Capitol Pictures : « je veux seulement que tu prennes ta décision avec un peu de réalisme — si je peux utiliser ce mot et Hollywood dans la même phrase »,. Plus tard, alors que Barton essaye d'expliquer à Lipnick pourquoi il désire séjourner au Earle, le producteur termine sa phrase en comprenant que Barton veut un endroit qui fasse « moins Hollywood ». Il considère ainsi qu'Hollywood est faux et que le Earle est authentique. Le producteur Ben Geisler invite Barton à déjeuner dans un restaurant décoré par une fresque murale représentant un café new yorkais, ce qui témoigne de la volonté d'Hollywood de reproduire la côte est des États-Unis. L'accueil chaleureux et exubérant de Lipnick est également une façade. Bien qu'il lui promette que « l'écrivain est roi, chez Capitol », il insiste par la suite « Si ton opinion avait de la valeur, je pense que je démissionnerais et te laisserais diriger le studio. Mais elle n'en a pas et tu ne le feras pas, et les fous ne dirigerons pas cet asile »,,.
La déception qu'éprouve Barton est emblématique de l'intérêt supposé unique d'Hollywood pour la culture populaire avec pour seule ambition : produire des divertissements formatés engendrant un profit économique. Capitol Pictures assigne Barton à l'écriture d'un film sur le catch avec la superstar Wallace Beery dans le rôle principal. Bien que Lipnick dise le contraire, Geisler assure qu'il s'agit seulement d'une série B. Audrey essaye d'aider l'écrivain en lui expliquant « C'est une simple formule. Inutile d'y mettre votre âme »,. Cette formule est explicitée par Lipnick quand il dit que le personnage principal devrait avoir une histoire d'amour ou un orphelin à protéger. Barton démontre un certain iconoclasme en répondant « Les deux, peut-être ? »,. Finalement, son incapacité à se conformer aux normes du studio détruit Barton.
Hollywood est dépeinte de la même façon dans le roman Le Jour du fléau (The Day of the Locust, 1939) de Nathanael West que de nombreux critiques considèrent comme un précurseur important de Barton Fink,,. Situé dans un complexe d'appartements délabré, le livre raconte l'histoire d'un peintre réduit à décorer les plateaux de tournage. Hollywood y est grossier et exploiteur, dévorant les individus talentueux dans sa quête interminable pour le profit. Que ce soit dans le livre de West ou dans le film des Coen, les protagonistes souffrent de l'oppression de machine industrielle que sont les studios de cinéma,.

#### Écriture
L'intrigue du film elle-même est auto-réflexive. La situation de Barton, écrivain ayant du mal à écrire, agit comme une mise en abyme de celle des Coen, scénaristes éprouvant des difficultés à écrire le scénario de Miler's Crossing. Barton est tiraillé entre son désir de créer un art ambitieux et les instructions de Capitol Pictures d'utiliser les conventions standards afin de générer des profits. S'il avait suivi les conseils d'Audrey et simplement adopté la formule, Barton aurait pu être sauvé mais il n'en a pas conscience. Cependant, lorsqu'il place le mystérieux paquet sur son bureau (qui pourrait contenir la tête de la jeune femme), Audrey serait peut être en train d'aider Barton de manière posthume. « La tête d'Audrey […] est devenue sa muse perverse », analyse Erica Rowell. Le film lui-même joue avec les formules scénaristiques conventionnelles. Comme dans les scripts de Mayhew, Barton Fink contient un protagoniste, un « bon catcheur » (Barton), et un antagoniste, un « méchant » (Charlie), « qui s'affrontent à la fin ». Mais, les Coen restant fidèles à leur style, les frontières entre le bien et le mal sont brouillées et le prétendu héros se révèle finalement sourd aux plaintes de son voisin, « l'homme de la rue ». En brouillant les frontières entre réalité et expérience surréaliste, le film corrompt la notion de « simple conte moral » et l'idée d'une « carte routière » offerte à Barton, lui permettant de retrouver facilement son chemin dans son métier d'écrivain.
Malgré tout, les Coen affirment que Barton Fink n'a pas pour vocation de les représenter eux-mêmes : « Notre vie à Hollywood a été particulièrement facile. Le film n'est pas un commentaire personnel »,. Toujours est il que le film continue d'aborder le thème universel du processus créatif. Durant la scène du pique-nique, Mayhew demande à Barton « Écrire, n'est-ce pas la paix ? » ce que à quoi répond Barton, après un instant, « J'ai toujours trouvé que l'écriture naît d'une grande douleur »,. De tels échanges font dire au critique William Rodney Allen que Barton Fink est une « autobiographie de la vie des esprits des Coen » et non pas une représentation littérale de leur vie. L'expression « vie de l'esprit » est une référence au film où elle est utilisée à plusieurs reprises dans des contextes diamétralement différents.

#### Fascisme

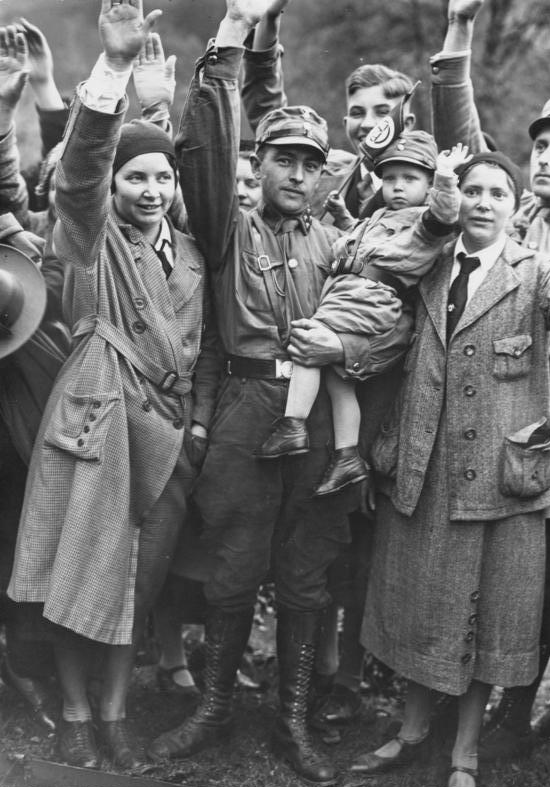
A l'instar du Heil Hitler ! de Charlie lors de sa dernière apparition, les nombreux éléments du film faisant référence à l'Allemagne nazie ne seraient présents que pour titiller le critique, de l'aveu des Coen.

De nombreux éléments du film, y compris le fait qu'il se déroule au début de la Seconde Guerre mondiale, ont conduit certains critiques à établir des parallèles avec le montée du fascisme à l'époque. Par exemple, les policiers qui rendent visite à Barton se nomment « Mastrionatti » et « Deutsch », des noms à consonance italienne et allemande, évoquant les régimes de Benito Mussolini et Adolf Hitler. Le mépris qu'ils ont pour Barton est clair : « Fink… C'est un nom juif, non ? […] On les accepte, dans cette taule ? »,. Plus tard, juste avant de tuer sa dernière victime, Charlie lance un « Heil Hitler ». Jack Lipnick est originaire de la capitale biélorusse Minsk, qui a été occupée par l'Allemagne nazie après l'opération Barbarossa.
« Ce n'est pas surinterpréter que de dire que l'Holocauste plane sur Barton Fink » écrit le biographe Ronald Bergan. D'autres voient un message plus spécifique encore dans l'aveuglement de Barton vis-à-vis des tendances meurtrières de Charlie. Le journaliste Roger Ebert pense que les Coen ont ainsi voulu représenter une allégorie de la montée du nazisme : « Ils dépeignent Fink comme un intellectuel de gauche incompétent et impuissant, qui se vend tout en se disant qu'il fait le bon choix, qui pense comprendre « l'homme de la rue » mais ne comprend pas que, pour beaucoup d'hommes de la rue, le fascisme a quelque chose de séduisant ». Cependant, il précise que « ce serait une erreur de trop insister sur cet aspect du film… »,.

Certains critiques sont plus sévères. M. Keith Kooker écrit : 

« L'échec de Fink à « écouter » semble vouloir nous dire que de nombreux intellectuels de gauche comme lui étaient trop occupés à poursuivre leurs propres intérêts égoïstes que de s'opposer efficacement à la montée du fascisme, ce qui est d'un point de vue historique complètement faux. […] Que les Coen aient pu choisir d'accuser d'irresponsabilité le seul groupe en Amérique qui a cherché à s'opposer à la montée du nazisme est en soi hautement irresponsable et témoigne d'une complète ignorance (ou peut-être d'un manque d'intérêt) pour la réalité historique. Une telle ignorance et une telle apathie sont, bien sûr, typiques du film post-moderne,. »

De leur côté, les Coen nient toute intention de présentation d'un message allégorique. S'ils ont choisi le nom des inspecteurs délibérément, ils voulaient seulement qu'ils soient « représentatifs des forces de l'Axe. À l'époque, on trouvait ça assez amusant. C'est une blague. Tout ce truc avec Charlie — le « Heil Hitler! » et le reste — bien sûr, c'est là, mais c'est une sorte de blague »,. À noter que le terme original utilisé est « a tease », qui peut signifier « blague » ou « taquinerie », mais également « appât » afin de « titiller ». En 2001, Joel a répondu à une question à propos de la presse spécialisée qui permet d'approfondir le sens de cette déclaration : « C'est comme ça qu'ils ont été entraînés à voir des films. Dans Barton Fink, on l'a peut être encouragé — comme lorsqu'on taquine des animaux dans un zoo. Le film est intentionnellement ambigu d'une façon différente de celle qu'ils ont l'habitude de voir »,.

#### Esclavage
Bien que sous-entendue dans les dialogues et l'imagerie, la thématique de l'esclavage apparaît à plusieurs reprises dans le film. Lorsque Mayhew chante Old Black Joe, c'est pour mieux le dépeindre en tant qu'esclave de Capitol Pictures, à l'instar du narrateur de la chanson qui se languit de « mes amis des champs de cotons ». Un plan bref sur la porte du bureau de Mayhew montre le titre du film sur lequel il censé écrire Le Dernier Négrier (« Slave Ship », le « bateau aux esclaves » littéralement), en référence à un film de 1937, écrit par celui qui a inspiré le personnage de Mayhew, William Faulkner, et interprété par Wallace Beery, pour qui Barton écrit un scénario dans le film.
La symbolique du navire négrier est approfondie par l'esthétique du décor, telle que la fenêtre circulaire du bureau de Ben Geisler rappelant un hublot ainsi que la passerelle menant au bungalow de Mayhew, qui ressemble à la rampe d'embarquement d'une embarcation. Plusieurs répliques clarifient la nouvelle situation de Barton, esclave du studio : « le contenu de votre tête appartient à Capitol » insiste ainsi l'assistant de Lipnick. Lorsque Barton lui remet son script, Lipnick délivre une sentence encore plus cruelle : « Tout ce que tu écris appartient à Capitol. Et Capitol ne tournera rien de ce que tu écris »,. Ce mépris et ce contrôle sont emblématiques des opinions exprimées par de nombreux auteurs à l'époque,, comme le commente le dramaturge et essayiste Arthur Miller dans sa critique de Barton Fink : « la seule chose dont je suis sûr à propos d'Hollywood, c'est que sa mastication des auteurs ne sera jamais trop exagérée »,.

#### «L'homme de la rue»
Durant le premier tiers du film, Barton ne cesse de répéter son désir de création d'une œuvre faite pour et sur « l'homme de la rue ». Dans un de ces discours, il déclare : « Nous avons tous des histoires ! Les espoirs et les rêves de l'homme de la rue valent bien ceux d'un roi. L'étoffe de la vie… pourquoi pas celle du théâtre ? Pourquoi est-ce si dur à avaler ? Ne disons pas théâtre nouveau, Charlie, disons théâtre réel. Disons notre théâtre »,,. Pourtant, malgré cette rhétorique, Barton est totalement incapable (voire réticent) d'apprécier l'humanité de « l'homme de la rue » vivant dans la chambre d'à côté. Quelques jours plus tard, Charlie explique qu'il lui a envoyé diverses horreurs parce que « tu n'écoutes pas ! »,. Lors de leur première rencontre, Charlie essaie de parler de son expérience « J'aurais des histoires… » mais Barton ne cesse de l'interrompre. Malgré ses beaux discours, Barton n'est pas intéressé par la « vraie vie » de Charlie. Une autre scène illustre symboliquement cette surdité lorsque Barton bouche ses oreilles avec du coton pour ne plus entendre la sonnerie du téléphone.
Le rôle de Barton en tant que scénariste est particulièrement important dans sa relation avec « l'homme de la rue » mais aussi sa représentation. En refusant d'écouter son voisin, Barton ne peut pas entériner l'expérience de Charlie dans ses écrits — et les conséquences sont désastreuses. Non seulement Charlie se sent piégé dans un travail qui le rabaisse, mais son histoire ne mérite pas d'être racontée (du moins, du point de vue de Barton). La compréhension de Barton pour « l'homme de la rue » évolue au fil du film : vu tout d'abord comme une abstraction qui doit être louée à une certaine distance, il devient par la suite un individu complexe avec des peurs et des désirs, pour enfin se révéler être un individu à part entière, puissant, capable de formes extrêmes de destruction et qui doit donc être craint et/ou respecté.
La complexité de « l'homme de la rue » est aussi explorée par l'expression « vie de l'esprit », mentionnée à plusieurs reprises dans le film. Barton décrit son rôle en tant qu'écrivain à Charlie ainsi : « Je dois te le dire, la vie de l'esprit… C'est un territoire en friche. Et l'explorer peut être douloureux. Une douleur dont peu de gens ont idée »,,. Barton suppose ainsi que Charlie a connaissance des considérations artistiques de Barton, alors que ce n'est pas du tout le cas. Cette illusion est reprise dans le climax du film, lorsque Charlie court dans les couloirs du Earle en tirant sur les inspecteurs et en hurlant : « Regardez-moi ! Je vais vous montrer la vie de l'esprit ! Je vais vous montrer la vie de l'esprit ! »,,. La « vie de l'esprit » de Charlie n'est pas moins complexe que celle de Barton, au contraire, certains critiques la pensent même plus développée,.
Charlie semble avoir une vision du monde quasi omnisciente. Il interroge ainsi Barton sur « les deux tourtereaux d'à côté » alors qu'il habite à plusieurs chambres de là. Lorsque Barton lui demande comment il est au courant, Charlie répond : « C'est comme si je les voyais à l'œuvre. […] J'entends tout ce qui se passe dans cette taule. La tuyauterie »,. Sa conscience de tous les événements du Earle témoigne d'un niveau de compréhension nécessaire à une véritable empathie, comme Audrey le décrit. Cette thématique est une nouvelle fois abordée lorsque Charlie explique dans sa scène finale : « Honnêtement. J'ai pitié des gens. Ça me fait mal de voir ce qu'ils subissent. De les voir pris au piège. Je comprends. J'ai de la compassion pour eux. Alors j'essaie de les aider »,,.

#### Religion
De nombreuses références, plus ou moins sous entendues, sont faites à la religion, notamment à la Bible et à la notion de Salut de l'âme. Alors qu'il est au plus bas, désespéré et confus, Barton ouvre le tiroir de son bureau et y trouve une Bible de Gideon. Il l'ouvre au hasard et tombe sur le Livre de Daniel, chapitre 2 : « Le roi Nabuchodonosor dit aux Chaldéens. Si vous ne m'expliquez pas le rêve, vous serez mis en pièces et vos tentes réduites en un tas d'immondices »,. Ce passage reflète l'incapacité de Barton à donner sens à ses propres expériences (et Audrey a donc été « mise en pièces ») mais aussi aux « espoirs et rêves » de « l'homme de la rue ». Nabuchodonosor est également le titre du roman que donne Mayhew à Barton, une « bagatelle » pour « vous divertir pendant votre séjour chez les Béotiens »,.
Mayhew évoque « l'histoire de la maman de Salomon », en référence à Bathsheba, qui a donné naissance à Salomon après que son amant, David, a fait tuer son mari, Urie, faisant écho au triangle amoureux qui se développe entre Barton, Audrey et Mayhew. Mayhew est par ailleurs assassiné (sans doute par Charlie) peu de temps après que Barton et Audrey ont fait l'amour. Une autre référence biblique apparaît lorsque Barton ouvre la Bible de son tiroir et y lit ses propres mots dans la Genèse. C'est à la fois une représentation de son orgueil en tant que maître créateur omnipotent ainsi qu'une illustration de son état mental hallucinatoire.

## Autour du film

### Éditions en vidéo
Aux États-Unis et au Royaume-Uni, le film est sorti en VHS le 5 mars 1992 et en DVD le 20 mai 2003. Le DVD contient une galerie de photos, les bandes-annonces et huit scènes coupées au montage. Au Royaume-Uni, le film est également disponible en Blu-ray dans une version dézonée, accessible sur tous les lecteurs Blu-Ray.